# Musée des Beaux-Arts de Brest
Pour les articles homonymes, voir Musée des beaux-arts.
Le musée des Beaux-Arts de Brest est le principal musée d'art de la ville de Brest, en Bretagne. Le musée et ses collections ont été recréés après la Seconde Guerre mondiale, le musée ayant été détruit à l'instar de la plus grande partie de la ville lors de son bombardement par les forces alliées. Avec un effort considérable, une collection de peintures anciennes — la plus grande à avoir été constituée en France depuis 1945 — a pu être réunie. Celle-ci offre un panorama de la peinture française et italienne à travers les siècles. La peinture moderne est également présente, bien que le musée se soit concentré en priorité sur la création d'une collection d'art ancien qui puisse être un témoin du passé, pour une ville qui a perdu presque tout son patrimoine lors des bombardements. Achevé en 1968,,, le bâtiment abritant le musée est quant à lui typique de l'architecture fonctionnelle de l'après-guerre à Brest.

## Histoire

### D'un «grenier d'abondance»...

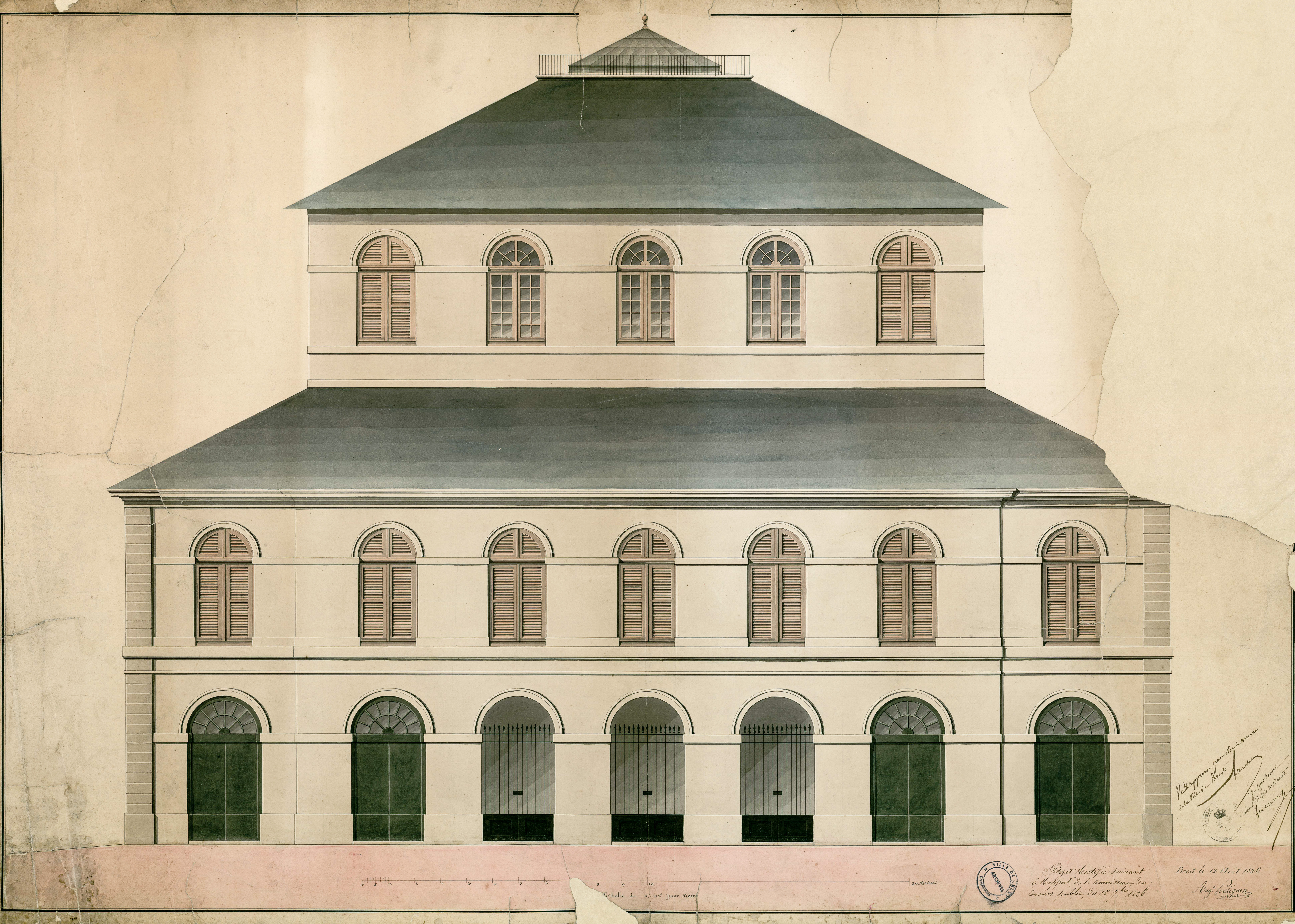
Premier plan d'architecte de la halle aux blés datant de 1826.

En 1812, la municipalité décide de construire un « grenier d'abondance », ou « halle aux blés », afin de réduire le prix du grain et donc celui du pain. Le rapport de l'architecte Voyer estime le coût de cette construction à 250 000 francs.
Le bâtiment est construit dans l'ancien jardin des pères Carmes, propriété de l'hospice acquis par la ville en 1820 ainsi que sur un terrain privé, sur la place de la Halle aux Blés, actuelle place Sadi-Carnot. D'une architecture imposante, avec 40 mètres de côté et ses 30 mètres de haut, son toit pyramidal domine la ville. C'est en 1828 que l'amiral Duperré pose la première pierre. Cinq ans plus tard, le 15 septembre 1833, la halle, entièrement pavée avec seize cents mètres de superficie couverte, est ouverte au public à la vente et au dépôt de blé. L'étage sert à l'étalage des toiles et autres marchandises (légumes secs, lin, fils, cuirs, verrerie...).

### ... À un espace «multifonction»

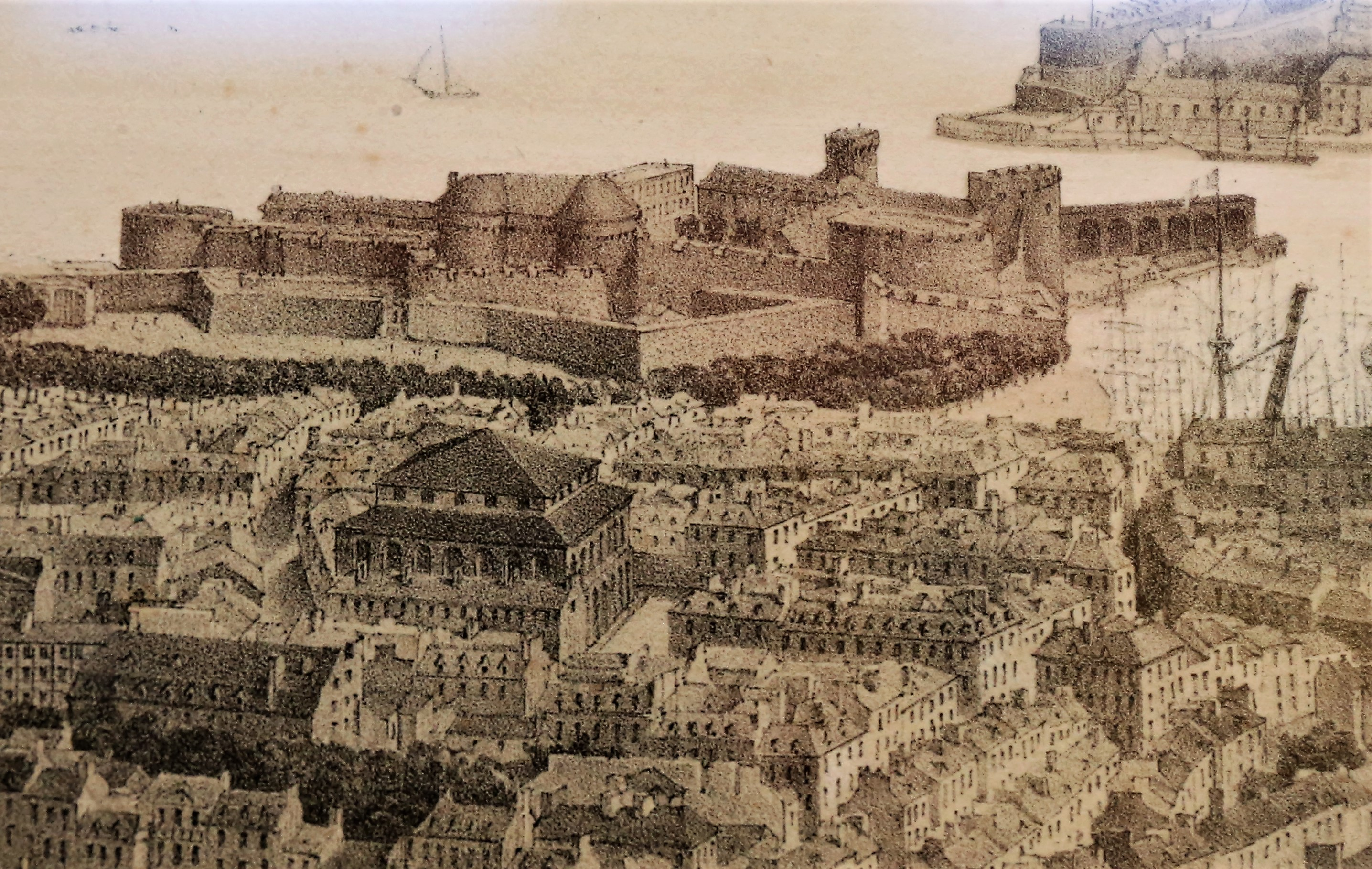
Alfred Guesdon - Vue sur la rade de Brest vers 1850.

Progressivement, la halle aux blés s'ouvre à d'autres fonctions. En 1842, la nef centrale est aménagée en salle de bal lors de la visite du duc et de la duchesse de Nemours. En août 1858, la municipalité y reçoit l'empereur Napoléon III et l'impératrice Eugénie. En 1853, le premier étage accueille la bibliothèque avec ses 35 000 volumes, ainsi que les archives de la ville, logées précédemment dans les combles de la mairie. L'association « La Brestoise » utilise une partie du rez-de-chaussée jusqu'en 1940 pour diverses activités sportives (escrime, tir au revolver, gymnastique, etc.). Suite, en 1866, à l'incendie du grand théâtre, place du Champ de Bataille (actuelle place Wilson), la salle des fêtes est rapatriée dans la halle.
L'idée d'un musée à Brest est dans les esprits dès les années 1850 et des objets sont proposés à cette époque pour celui-ci à la mairie et à la Société Académique de Brest (SAB), comme le don de l'horloger landernéen Éléouët qui cède en 1856 sa collection de 1 200 à 1 300 monnaies réunies en vingt ans, pour la somme de 4 000 francs. Elle couvre toutes les époques depuis les Gaulois jusqu'au XIXe siècle.

### Création du musée des Beaux-Arts de Brest
En 1868, Henri Hombron, artiste peintre brestois, auteur du Catalogue du Musée de Quimper en 1873 et de divers articles ou monographies artistiques, propose de créer un musée à Brest sur ses fonds propres. Il obtient par délibération de la municipalité un budget pour la création du musée. Le président de la SAB, soutenu par le maire Auguste Salaün-Penquer, demande au ministre des Beaux-Arts que l'État enrichisse le musée. La réponse ministérielle envoyée au maire est favorable mais l'attribution d'œuvres d'art ne pourra avoir lieu que lors de l'ouverture officielle du musée. La guerre de 1870 interrompt le projet.
Après la guerre, Henri Hombron relance son projet de musée. Il demande à la municipalité d'accorder des subventions à la section des beaux-arts de la SAB pour créer une exposition annuelle de peintures et de dessins. La Société développe la production d'œuvres d'art en attribuant des prix et des récompenses. Aidé par deux conservateurs du musée du Louvre réfugiés à Brest pendant la guerre de 1870, ils vont restaurer les toiles qui étaient entreposées à la mairie.

### Le début du musée

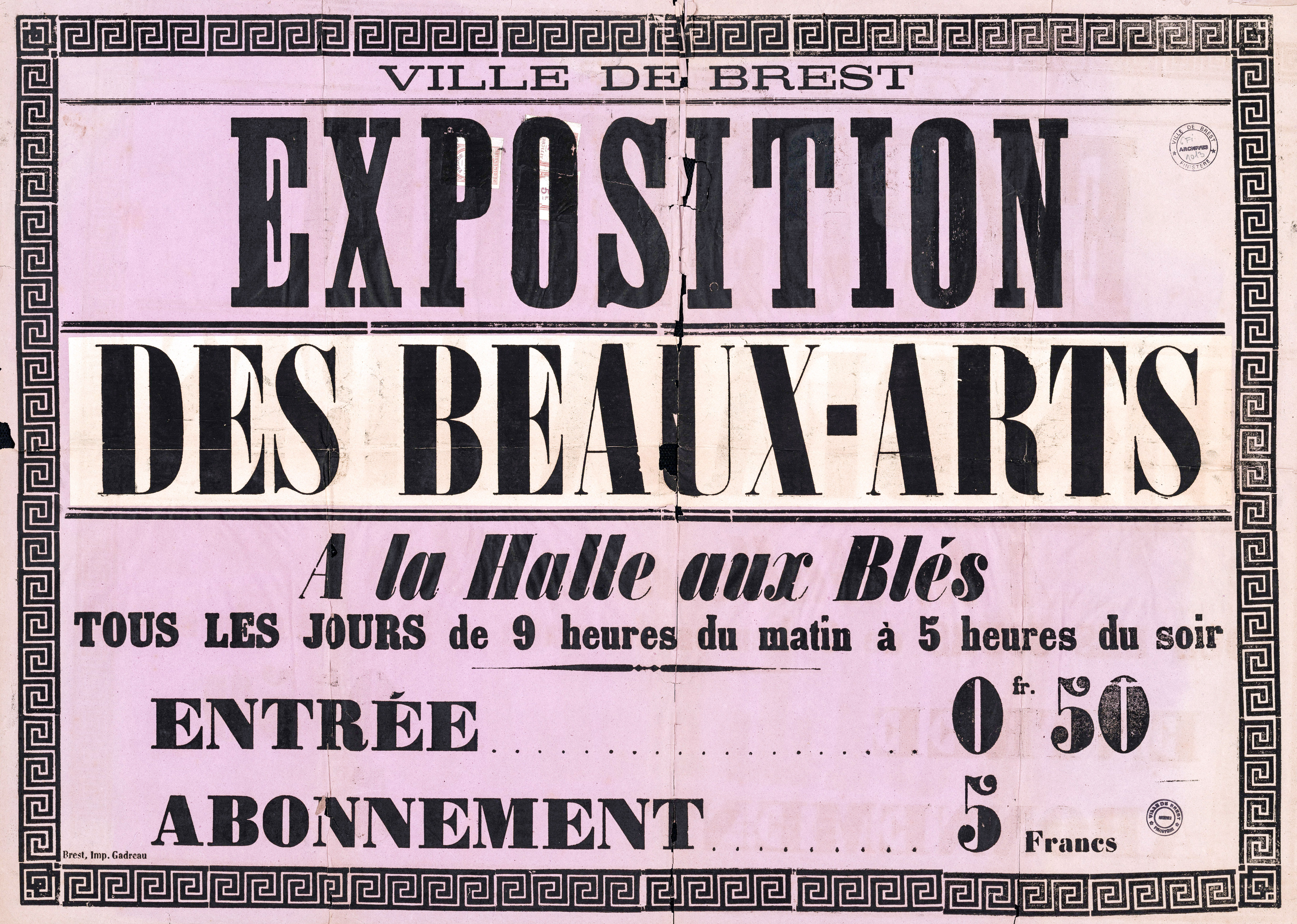
Affiche de la première exposition du musée des Beaux-Arts de Brest - 1877.

Le maire Salaün-Penquer, membre fondateur de la SAB, lance l'idée d'une exposition artistique au profit des pauvres à l'intérieur de la Halle aux Blés à l'aide d'œuvres d'art prêtées par leurs propriétaires : plus de 800 tableaux, peintures, gravures, pastels, photographies, aquarelles, eaux fortes, miniatures, fusains.... Cette exposition, sous le patronage de la municipalité, est inaugurée le 3 mai 1875 et engendre de nombreux dons de tableaux et d'objets. Elle accueille plus de 13 000 visiteurs sur quinze jours,.
C'est à la fin de cette exposition que le musée des Beaux-Arts de Brest sera fondé et abrité dans les galeries de la Halle aux Blés ayant perdu son rôle de grenier à grains en raison de l'évolution du commerce des céréales. Après travaux, il ouvre ses portes le 9 septembre 1877 en exposant 50 toiles et 65 dessins ou gravures ainsi que des objets de toute nature rapportés par les officiers de marines qui sillonnaient les mers ainsi qu'une collection complète de minéraux et roches du département donnée par M. Barillé dans 3 salles.

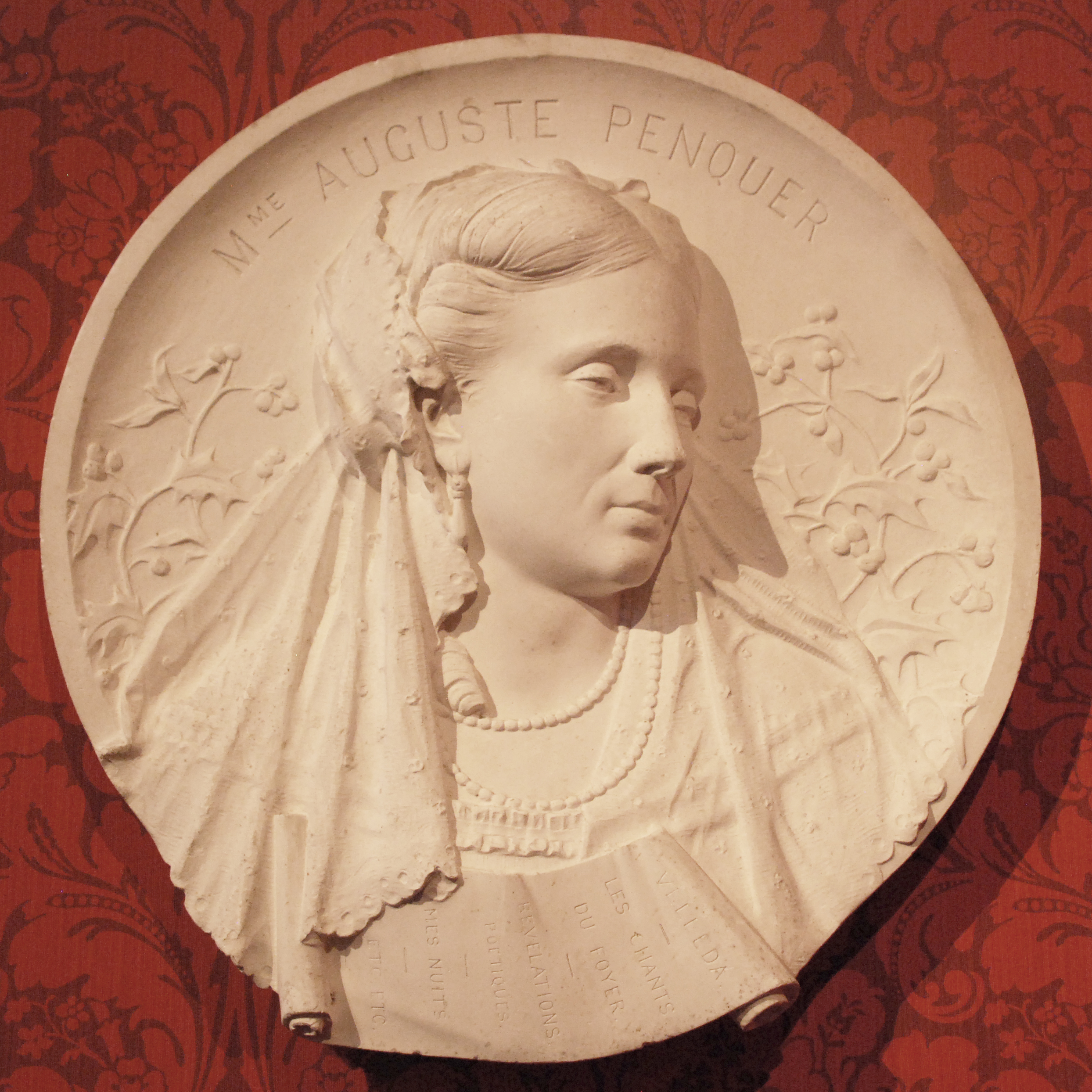
Médaillon de Léocadie Salaün-Penquer.

L'épouse du maire, Léocadie Salaün-Penquer, poétesse surnommée la "muse brestoise" qui avait un salon littéraire rue du Château où elle recevait des écrivains comme Victor Hugo, Leconte de Lisle ou José-Maria de Heredia, a certainement eu une action primordiale dans la fondation du musée.
Henri Hombron devient le premier conservateur du musée par arrêté municipal du 27 octobre 1875 confirmé par l'arrêté préfectoral du 9 août 1884. Il comporte, au premier étage, 2 galeries avec 500 toiles, 65 dessins et gravures. La salle d'exposition est donc agrandie et prend de la surface sur la bibliothèque communale et sur la salle de dessin. En quelques années, la collection a quadruplé grâce au budget voté par le conseil municipal et aux généreux donateurs.
Grâce à la création du musée, Brest est retenue dans la liste des villes auxquelles le Ministère des Beaux-Arts fait une donation annuelle de tableaux.

### Aménagement des salles

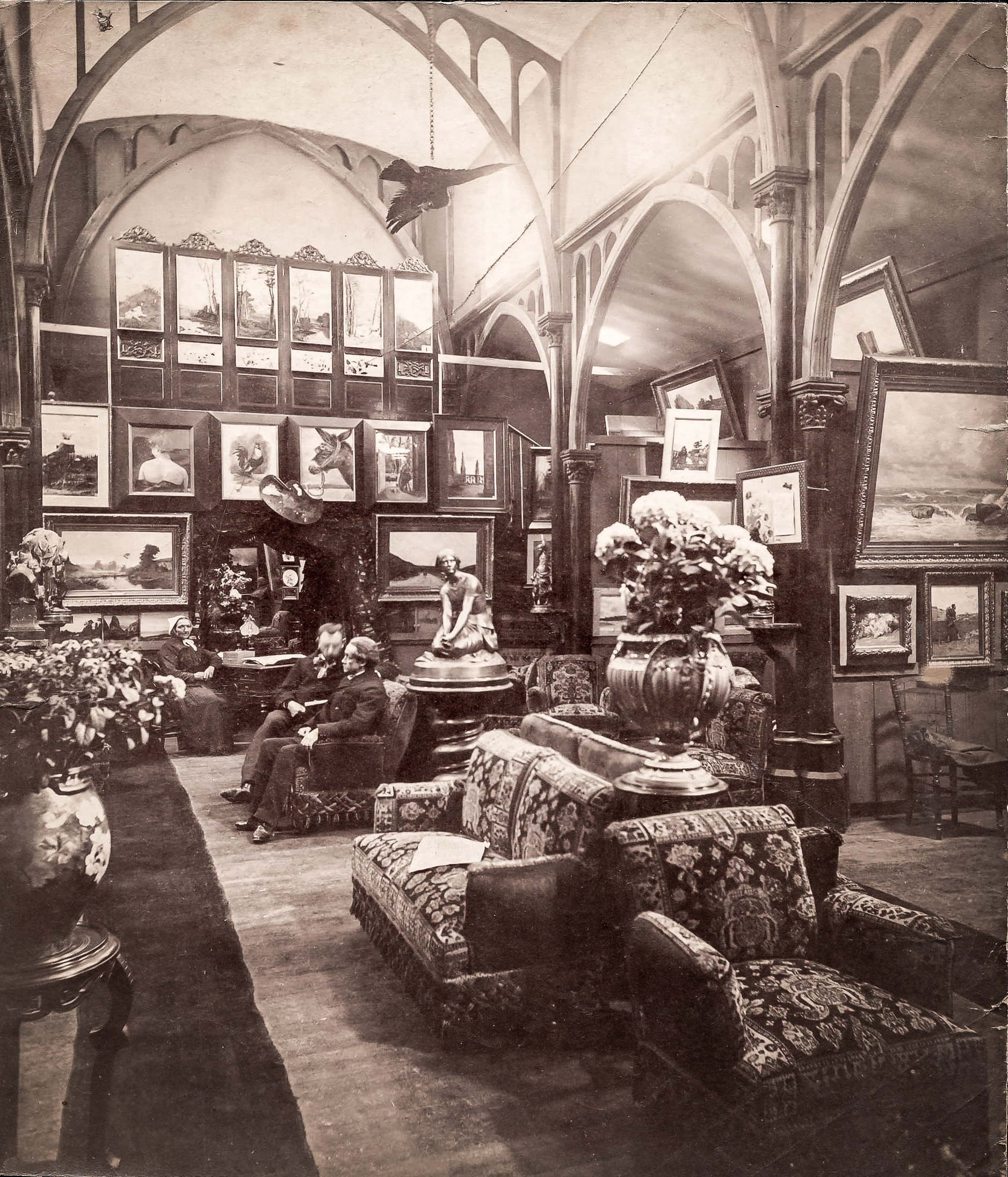
Salle d'exposition au rez-de-chaussée.

Le conservateur va suivre les travaux d'agrandissement des salles du musée. Ces travaux sont réalisés de 1873 à 1880. Le musée se compose de 3 salles larges de 5 mètres, deux mesurent 20 m de long et celle du milieu 25 m. Elles sont séparées les unes des autres par un cabinet de 5 m² réservés aux statues, dessins et gravures. D'autres vitrines présentent des objets d'art, des curiosités, des monnaies, des médailles ainsi qu'une collection de fossiles et de minéraux.
En 1893-1894, de nouveaux travaux sont effectués pour aménager une salle des fêtes et un grand escalier d'honneur afin d'accueillir dignement le président Sadi-Carnot, qui ne viendra pas pour des raisons de santé. Le musée rouvrira ses portes en 1894 avec 8 salles d'exposition au rez-de-chaussée.

Plan de la halle aux blés
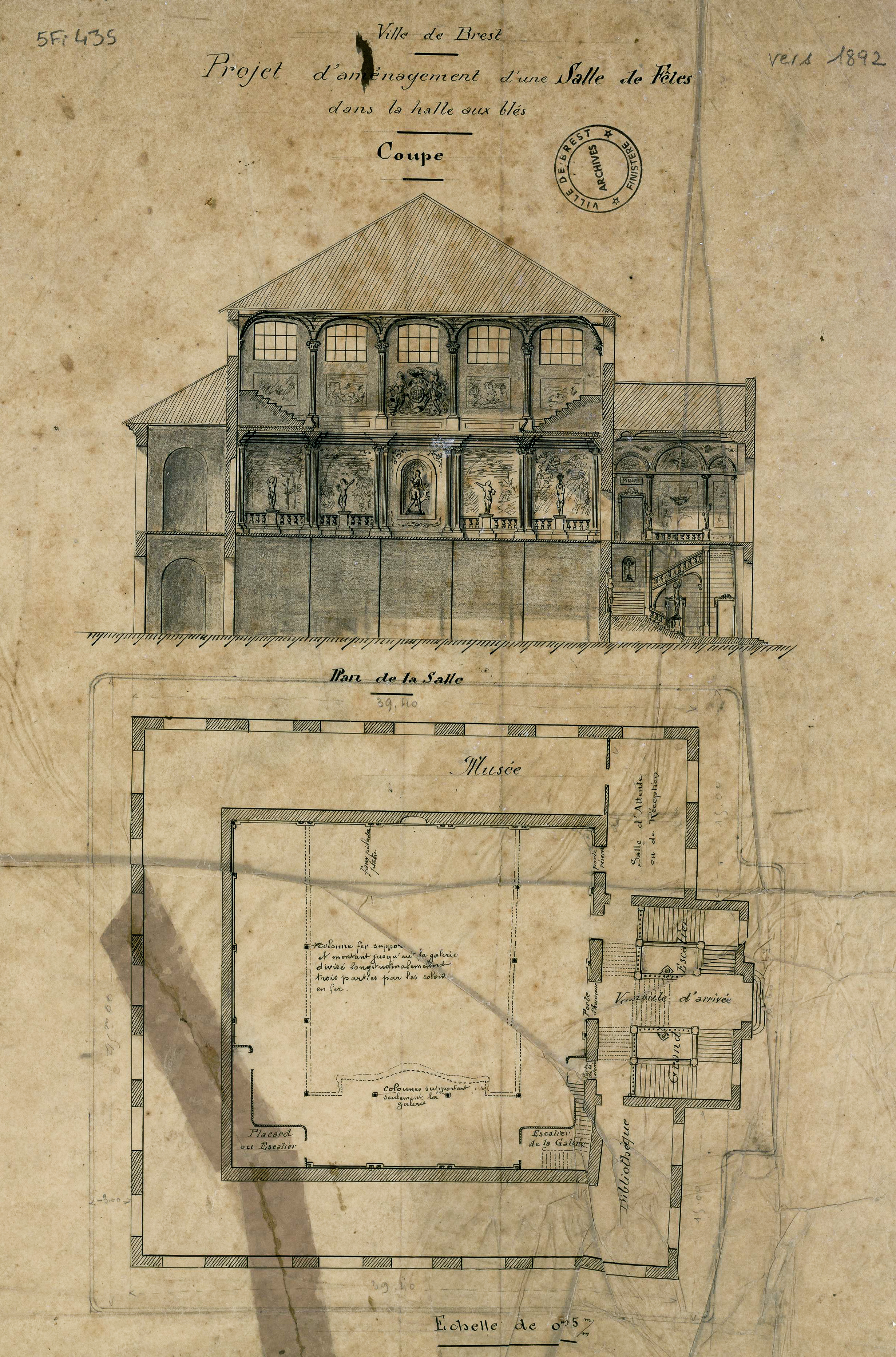
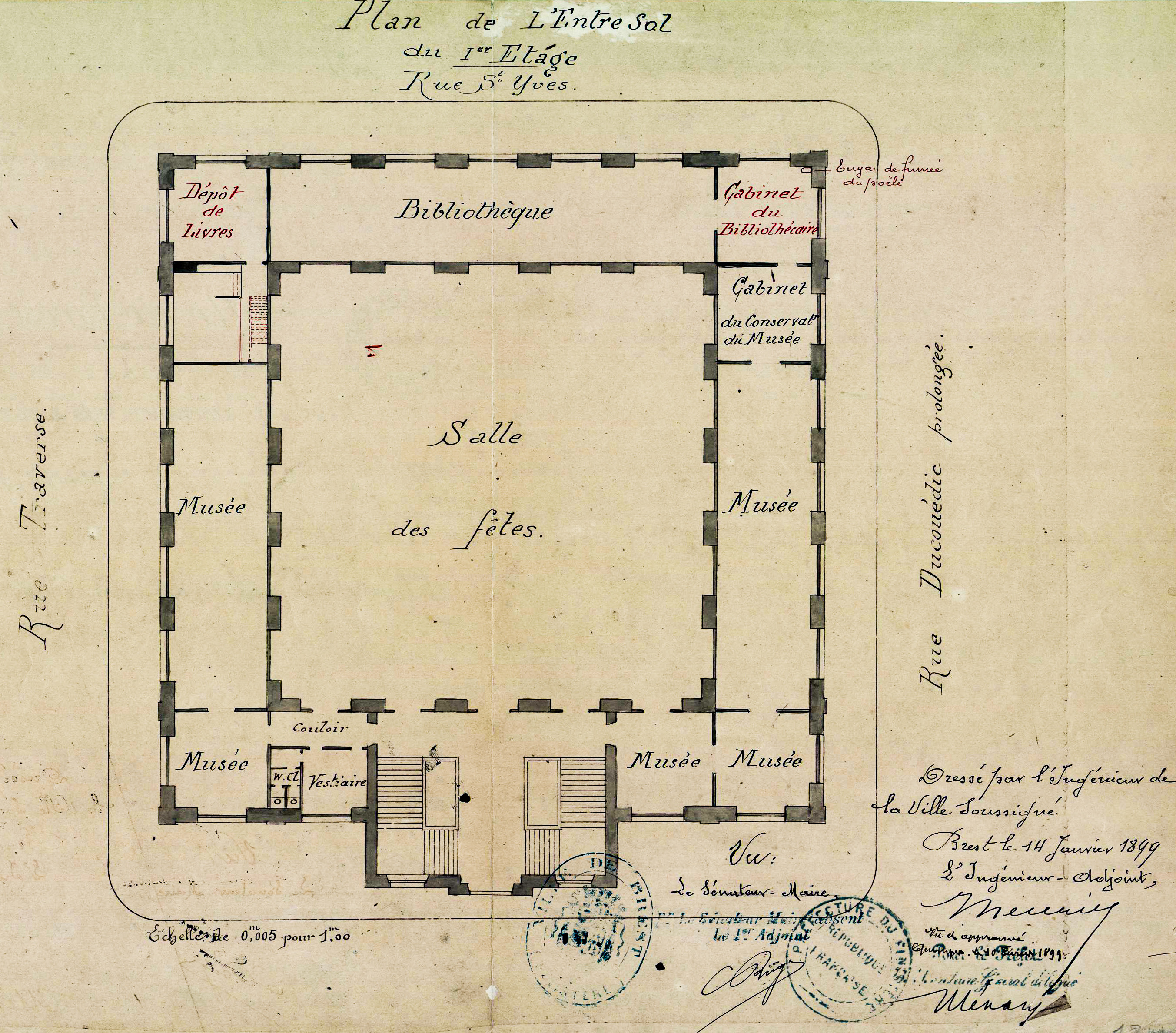
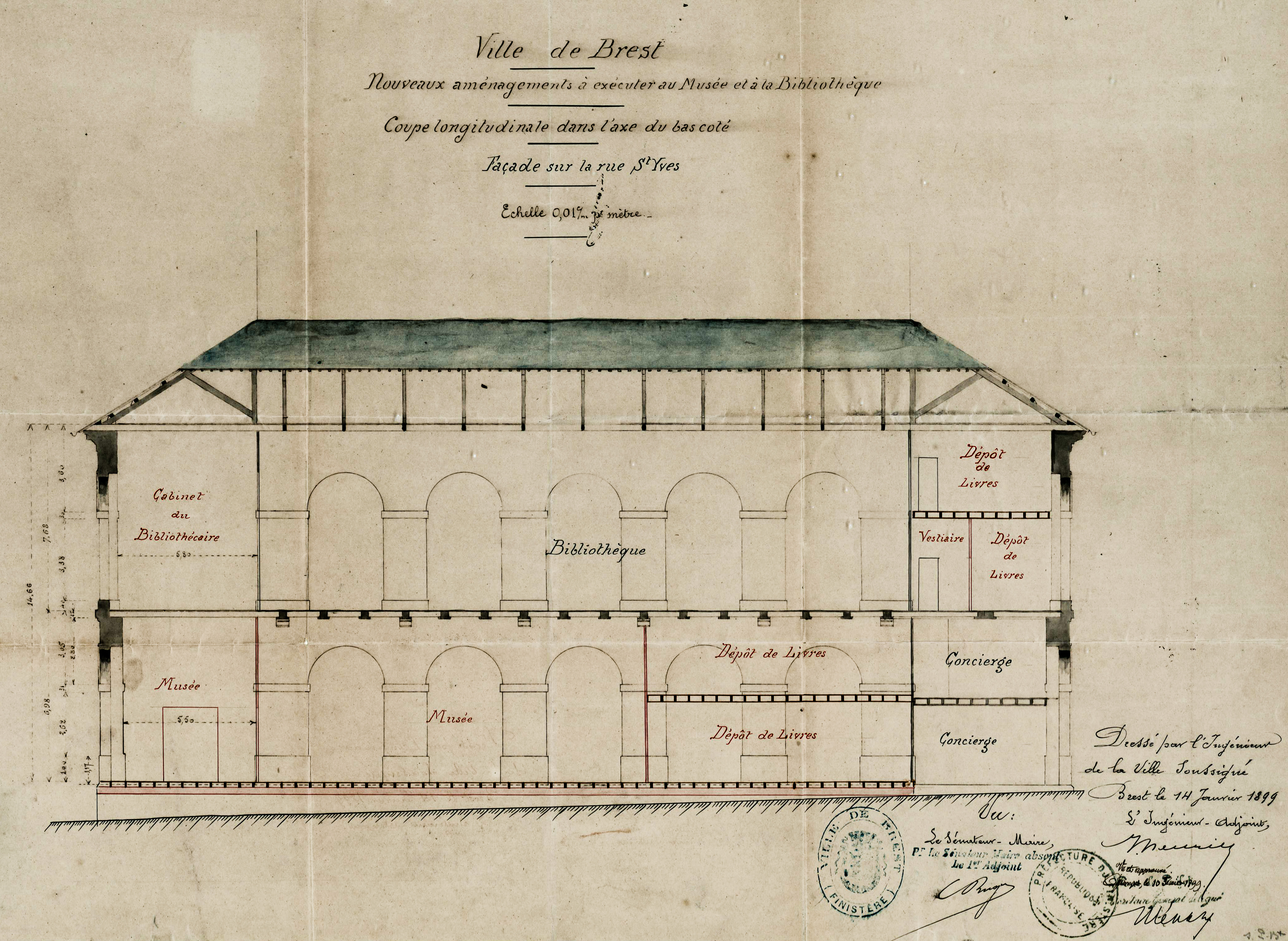

Vues de l'extérieur après construction de l'escalier monumental
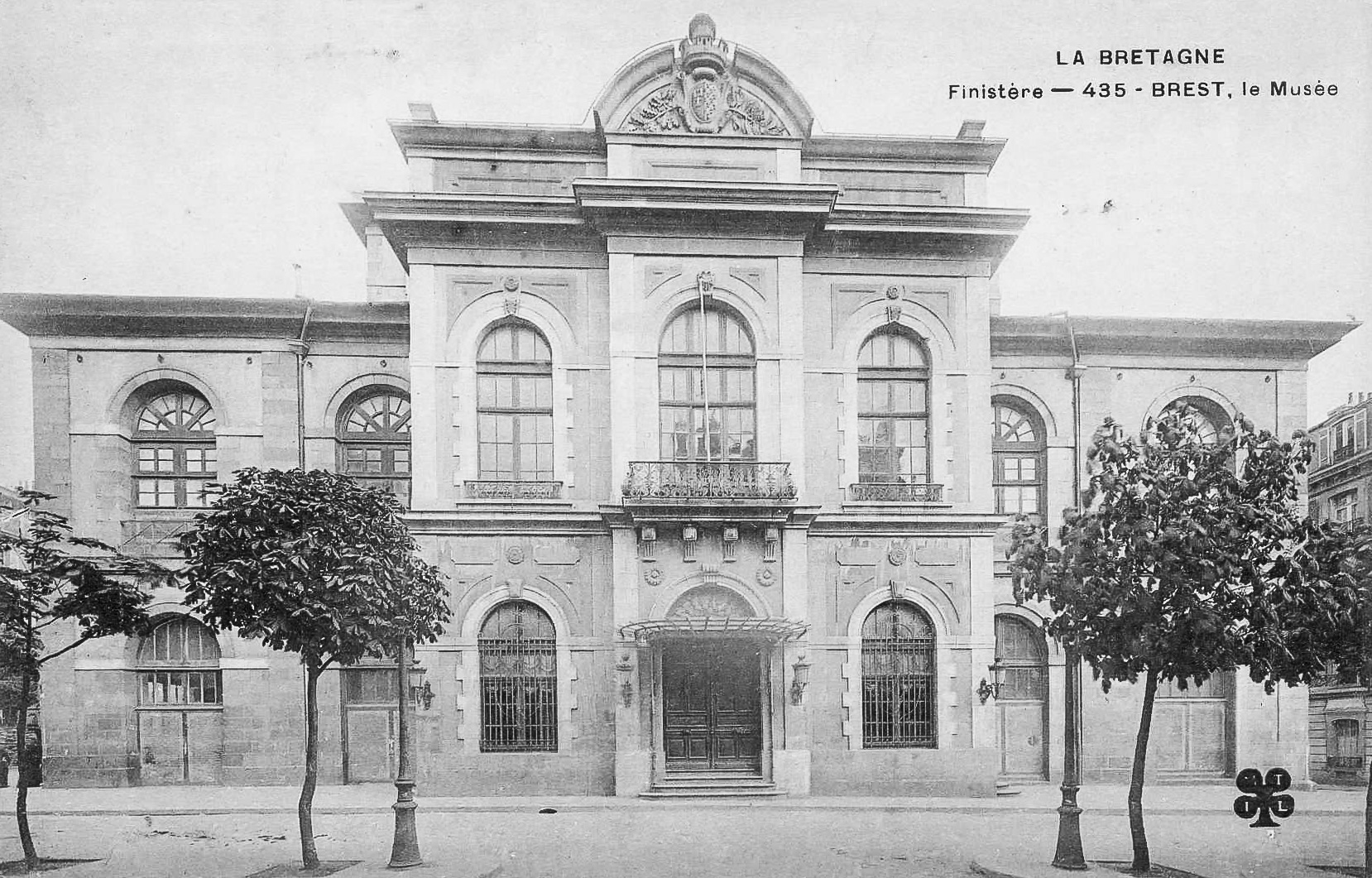
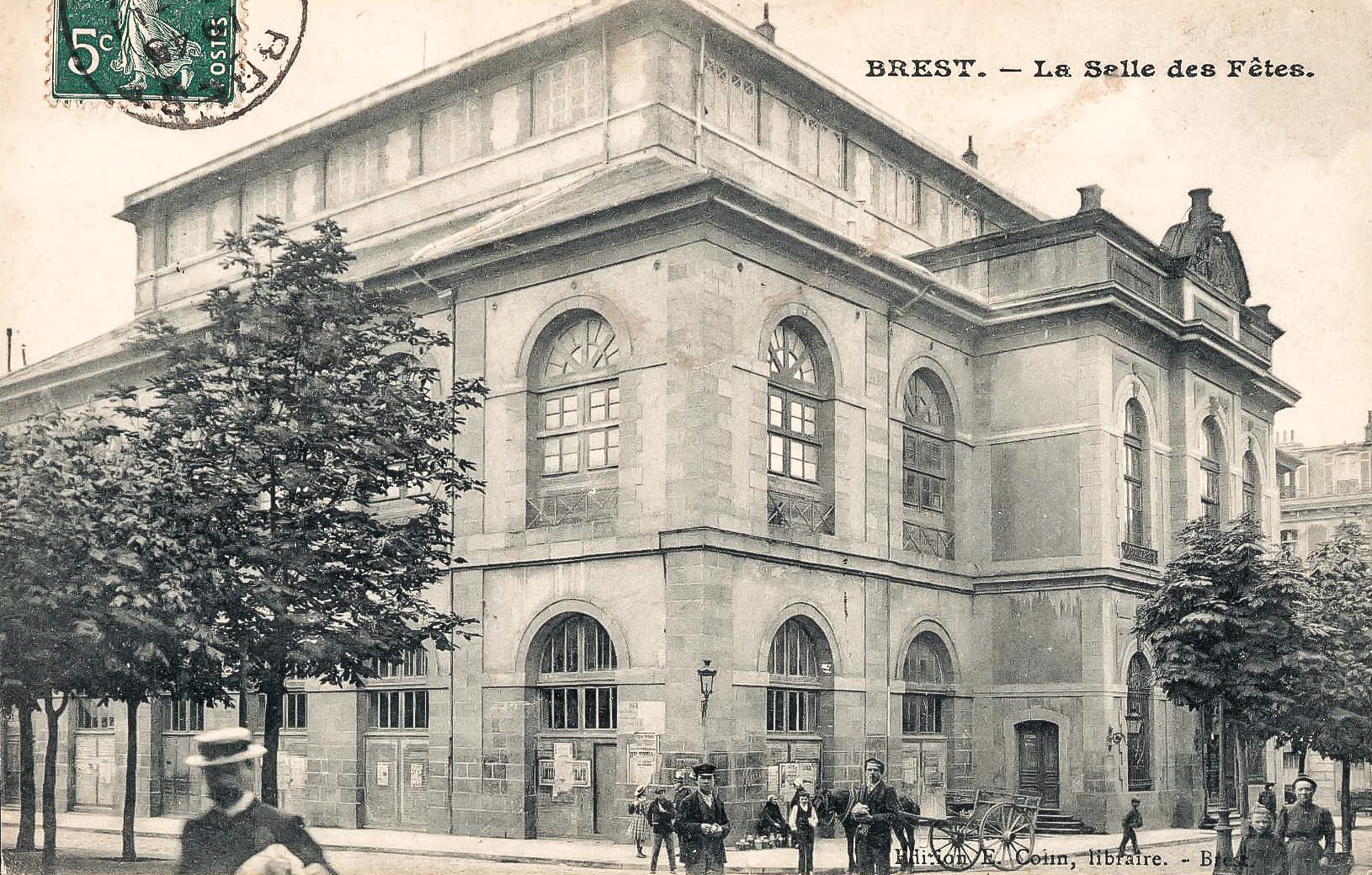
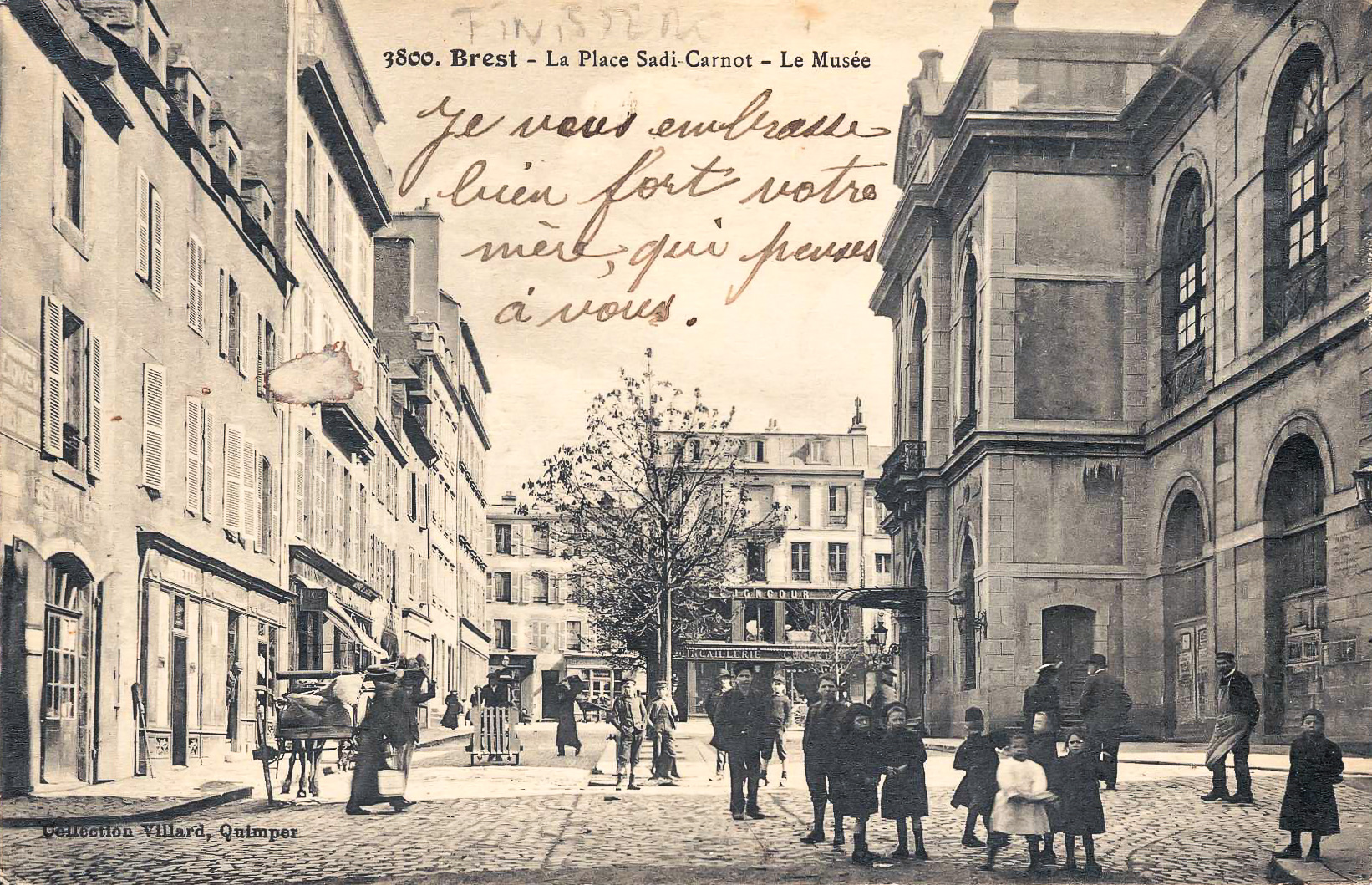

Le 22 avril 1896, la place de la Halle aux Blés sera rebaptisée place Sadi-Carnot en l'honneur du président défunt.

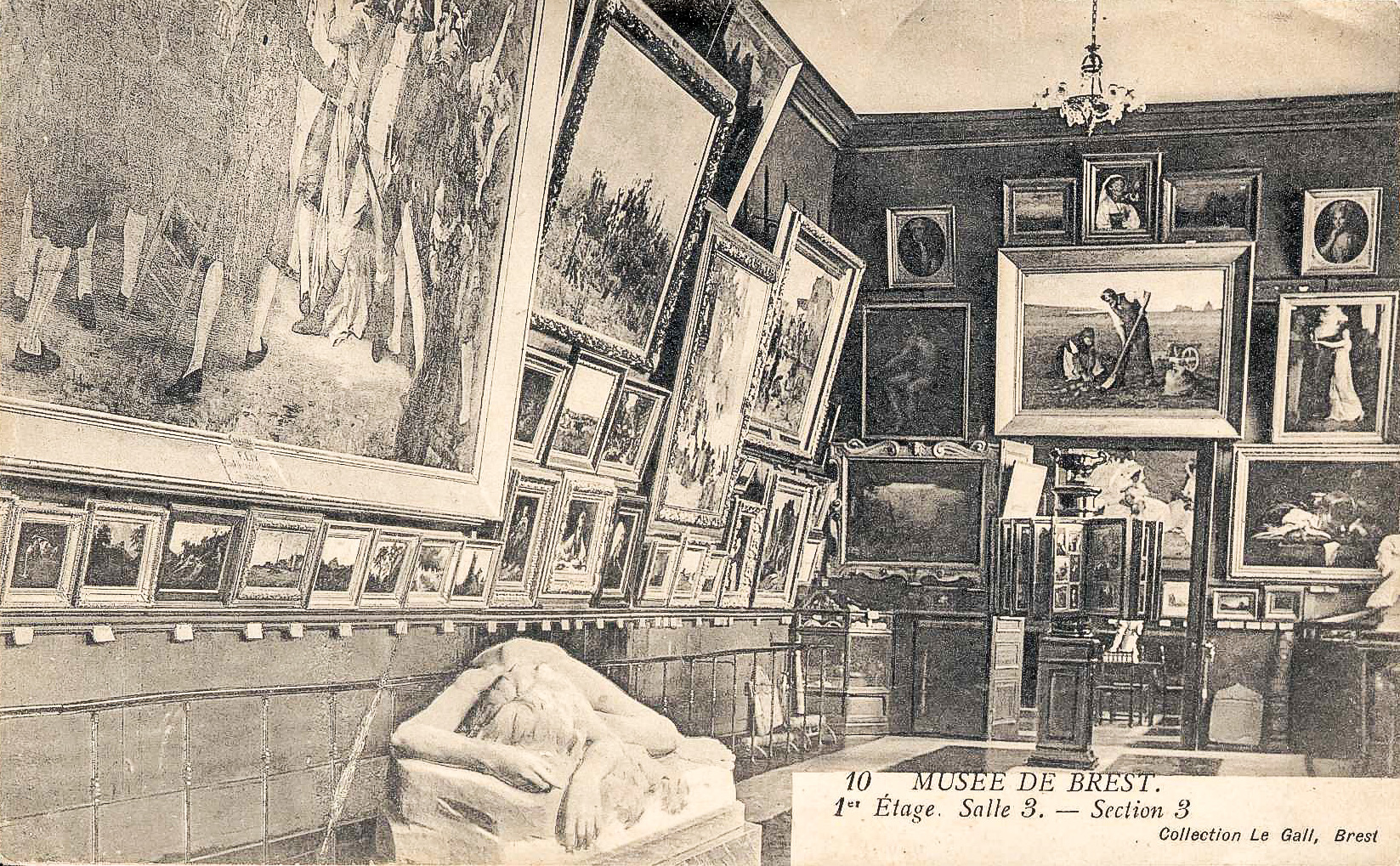
Salle au 1er étage.

On remarquera que les murs sont couverts d’œuvres d'art et les vitrines remplies d'un ensemble hétéroclite. Les tableaux sont accrochés sans souci de classification selon l'époque, l'école... Jusqu'à sa mort en 1917, le conservateur Hombron accumulera de nombreuses pièces.
À l'initiative de M. Léonard, le conservateur du musée, des cours artistiques municipaux ont été développés à partir de 1907. Ils avaient lieu soit à l'école primaire du Petit-Couvent (actuellement place Wilson), soit au musée.
En 1920, à la suite d'un legs du commissaire de marine, Danguillecourt et  par le vice-amiral Cécille, beau-père de Danguillecourt, 500 objets asiatiques composent le legs brestois. 13 vitrines sont réservées à des objets d'Extrême-Orient.
Le musée propose aussi des expositions temporaires de peinture. En 1923, une exposition est organisée par la Société des Amis des Arts au profit des sinistrés de la région de Tokyo, victimes d'un tremblement de terre. À la suite de cette exposition, des objets chinois et japonais sont déposés au musée de Brest par le musée naval du Louvre, ancien musée de la Marine à Paris. Le conservateur, Jean Lachaud , dans les années 1936 voulait spécialiser le musée sur les questions de la pêche avec bateaux et aquarium.

### Destruction du musée
Le 20 septembre 1938, le directeur général des Beaux-Arts au ministère de l'éducation nationale à Paris invite le conservateur, Jean Lachaud, à établir une liste des objets et des œuvres à protéger en cas de guerre.
À partir de septembre 1939, une partie des collections comprenant les collections Danguillecourt et Rodellec du Portzic ainsi que certaines œuvres précieuses, soit 95 œuvres, est évacuée par les services municipaux vers le château de Penmarch, près de Lesneven, propriété de la ville de Brest.
La zone de conflit se rapprochant, il est décidé de déménager par chemin de fer les 27 caisses de Penmarch vers le château du Plessis-Macé près d'Angers, puis au château de la Lorie.
Une seconde évacuation avec le reste des œuvres est prévue. Les toiles sont roulées après avoir été enlevées de leur châssis et mises en caisse. Le manque de main d’œuvre et le manque de transport n'ont pas permis de les mettre en lieu sûr. Le 30 et 31 mars 1941, certaines œuvres sont endommagées après 3 h de bombardement de la RAF sur des croiseurs lourds dans le port de Brest.

Mais l'évacuation générale du musée est prévue le 9 juillet. Or, dans la nuit du 4 au 5 juillet, le musée est complètement détruit dans l'incendie suivant le bombardement aérien britannique de 3 croiseurs allemands.

Destruction de la halle aux blés - nuit du 4 au 5 juillet 1941
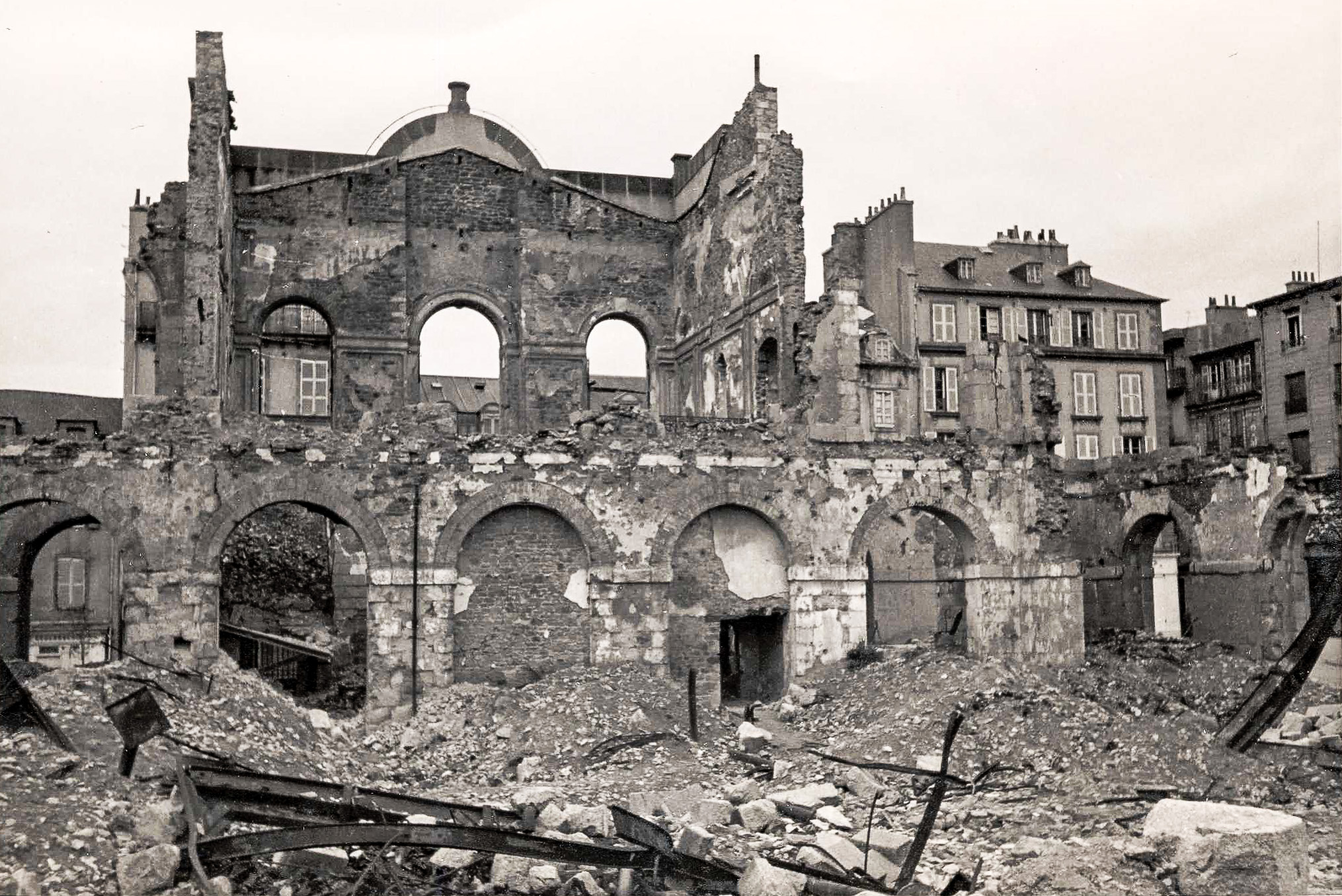
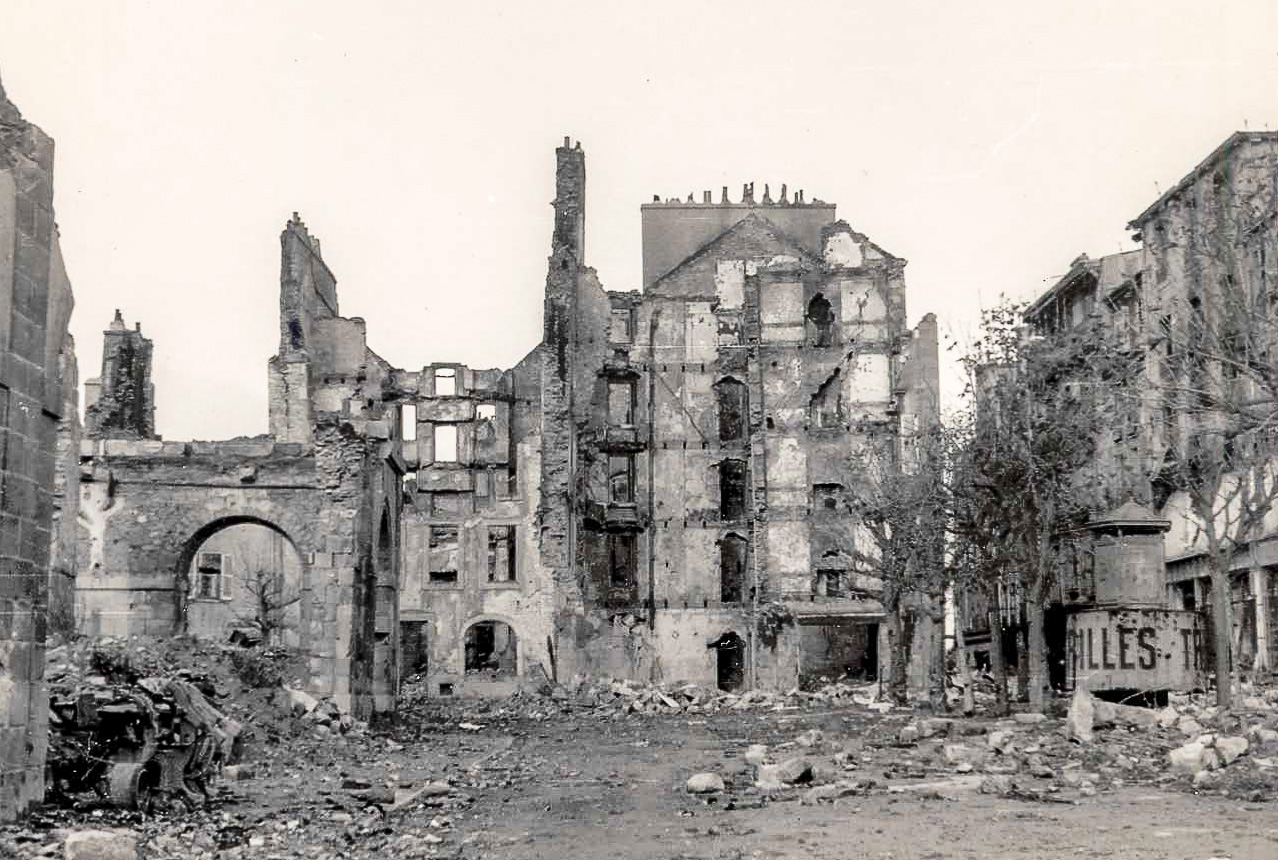
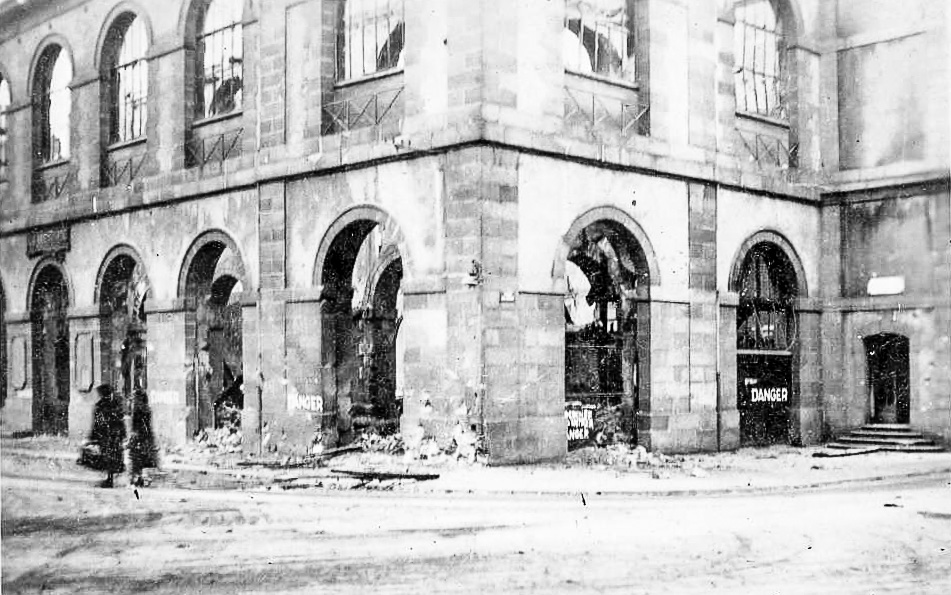
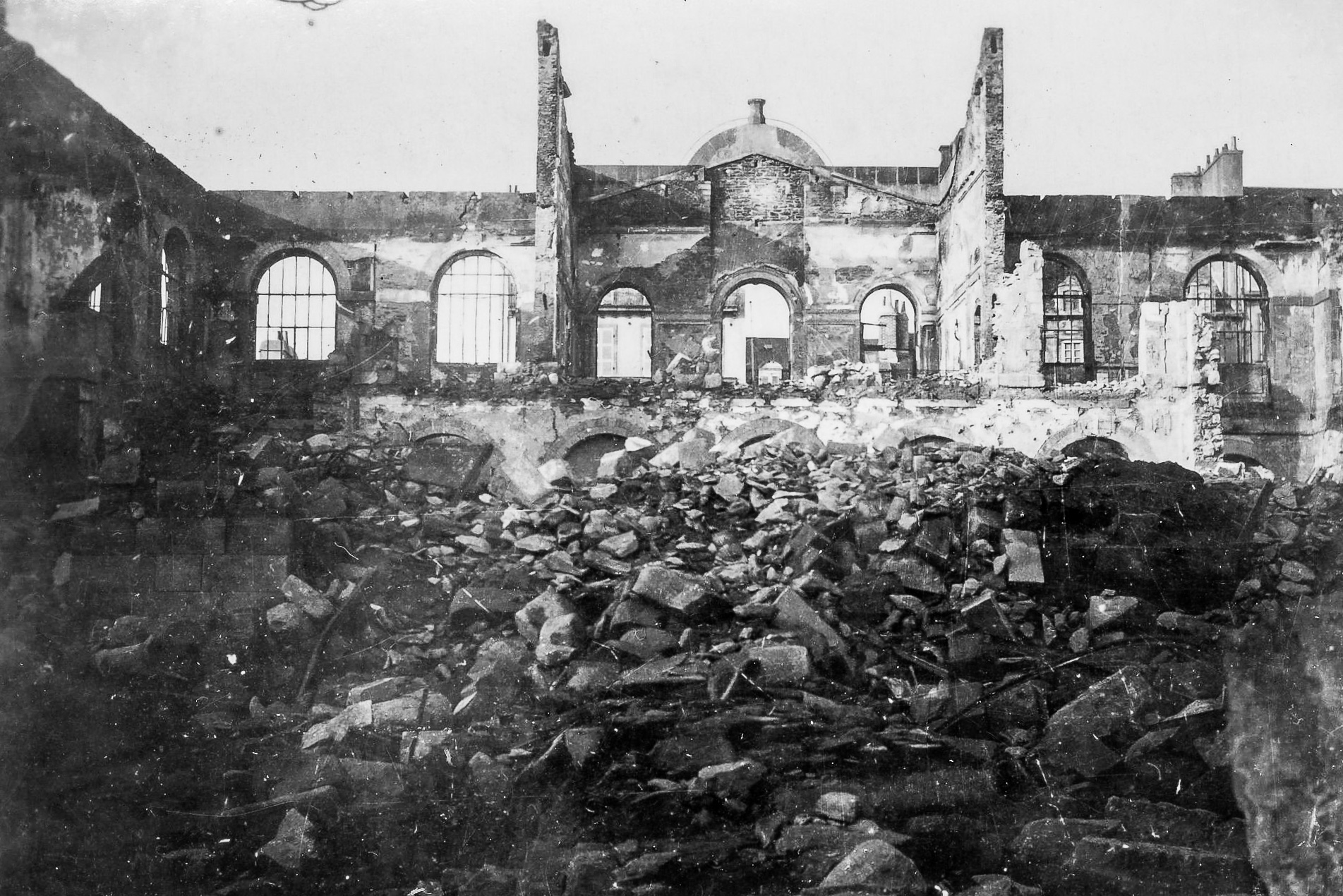
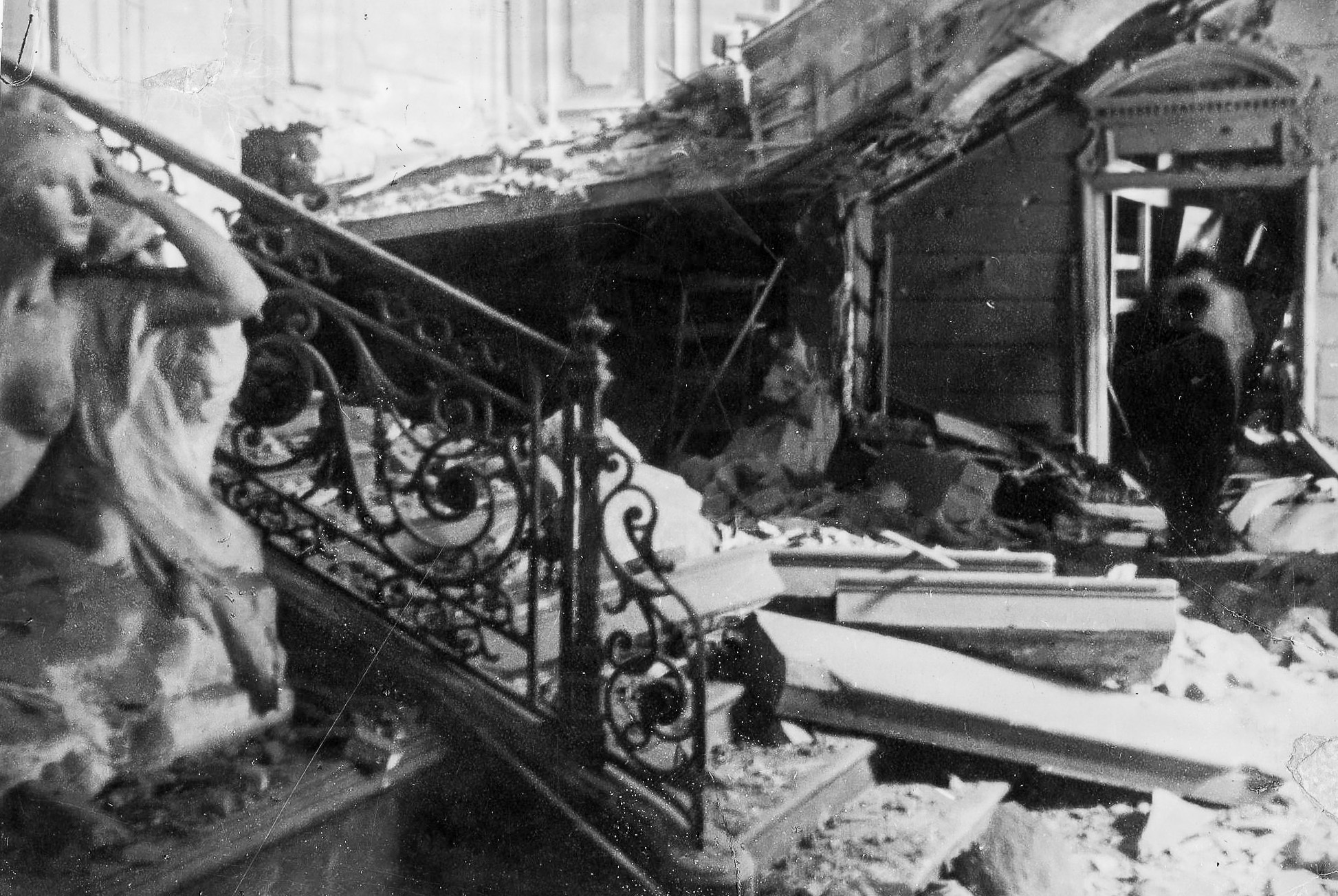
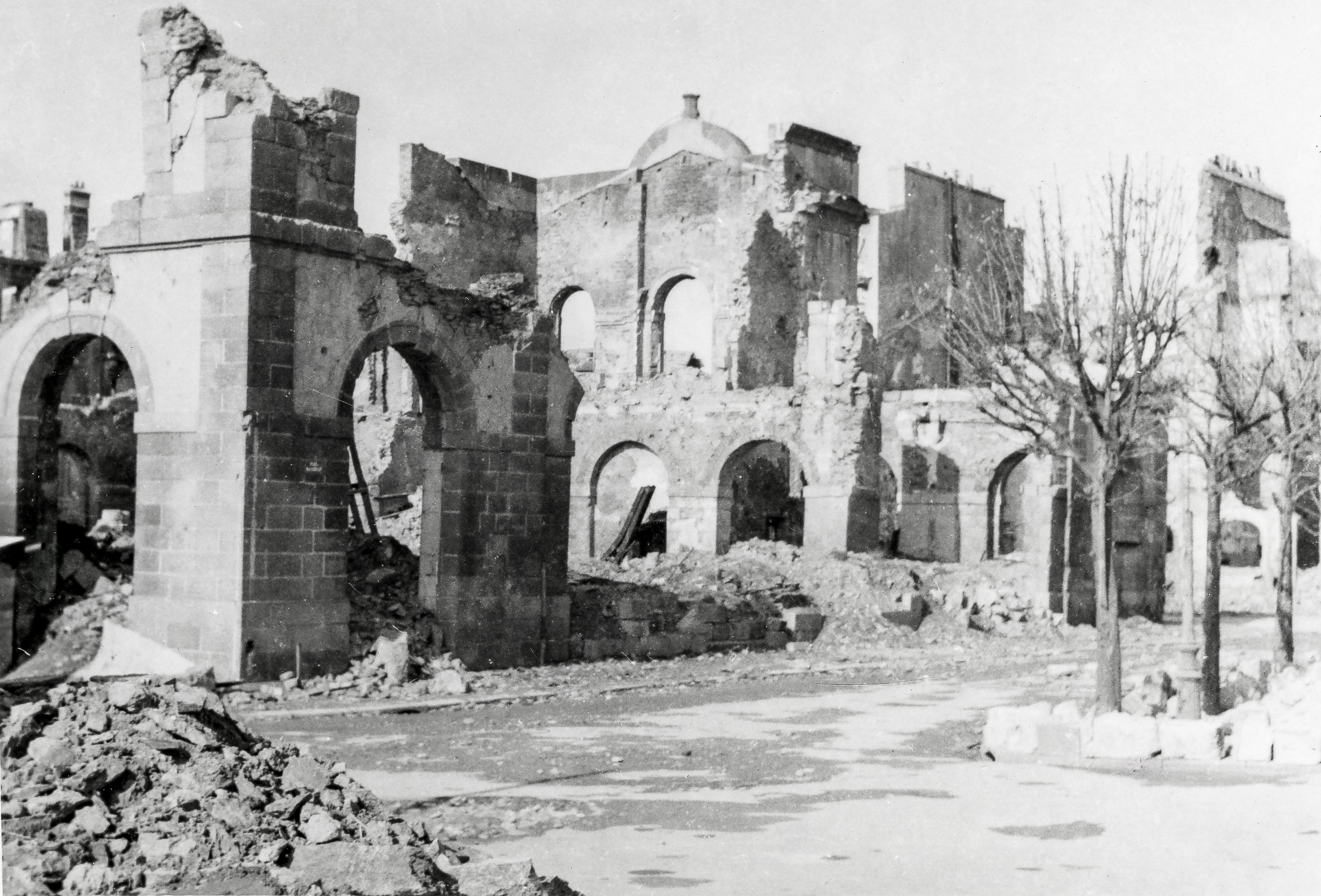
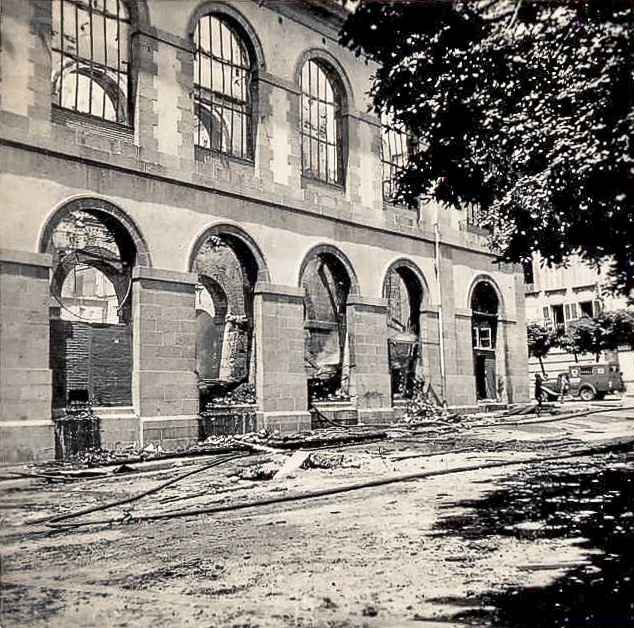
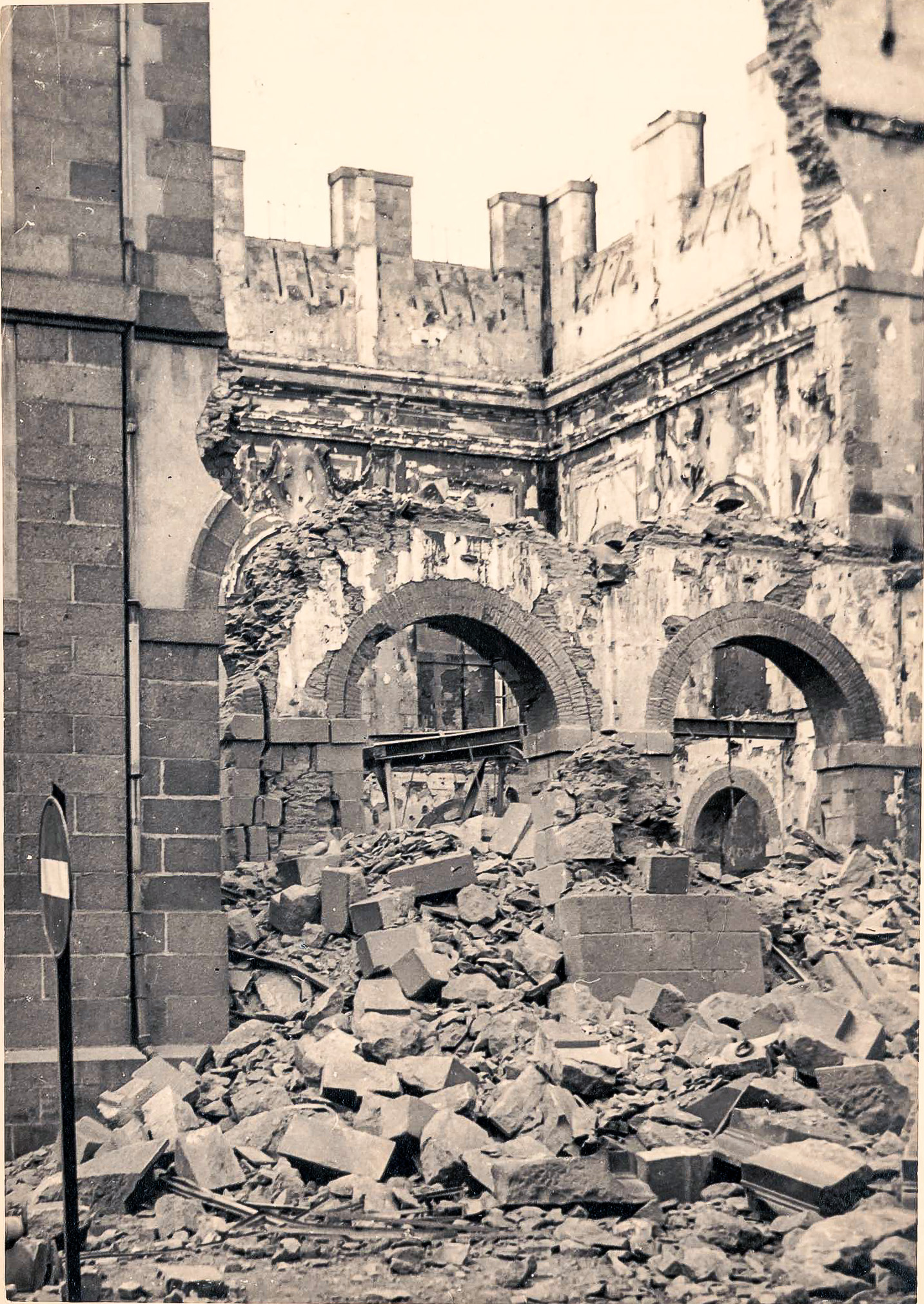
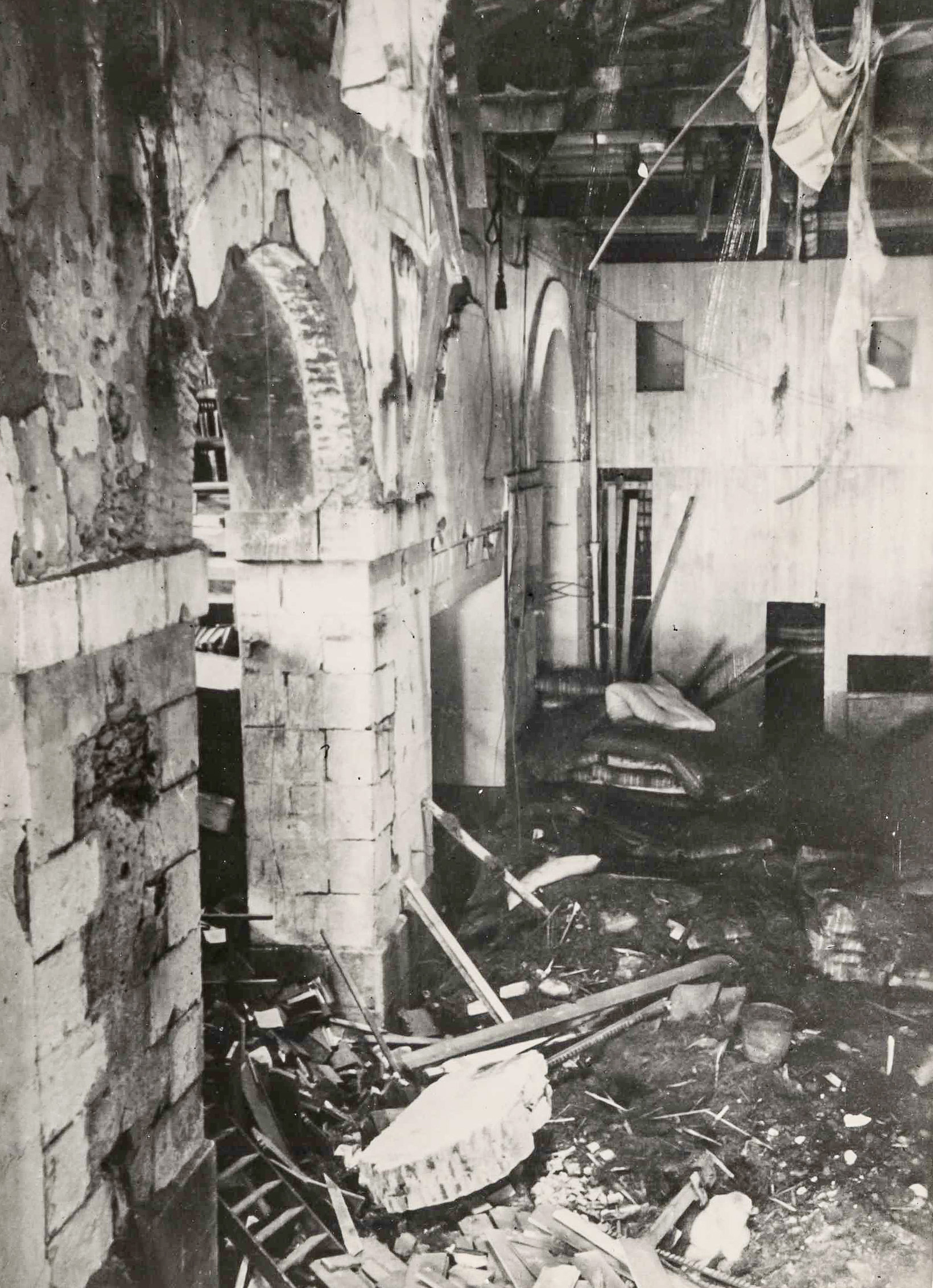
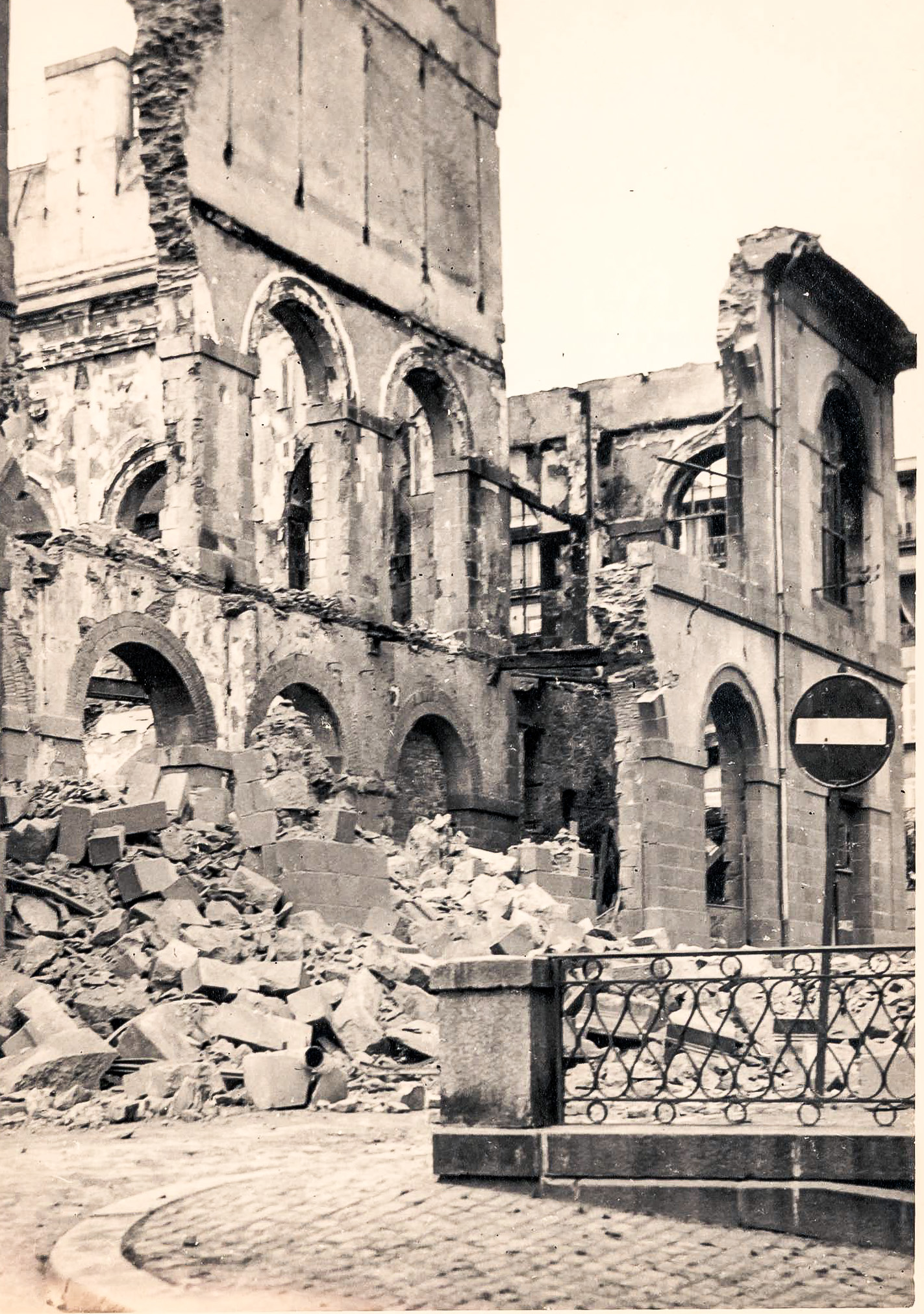
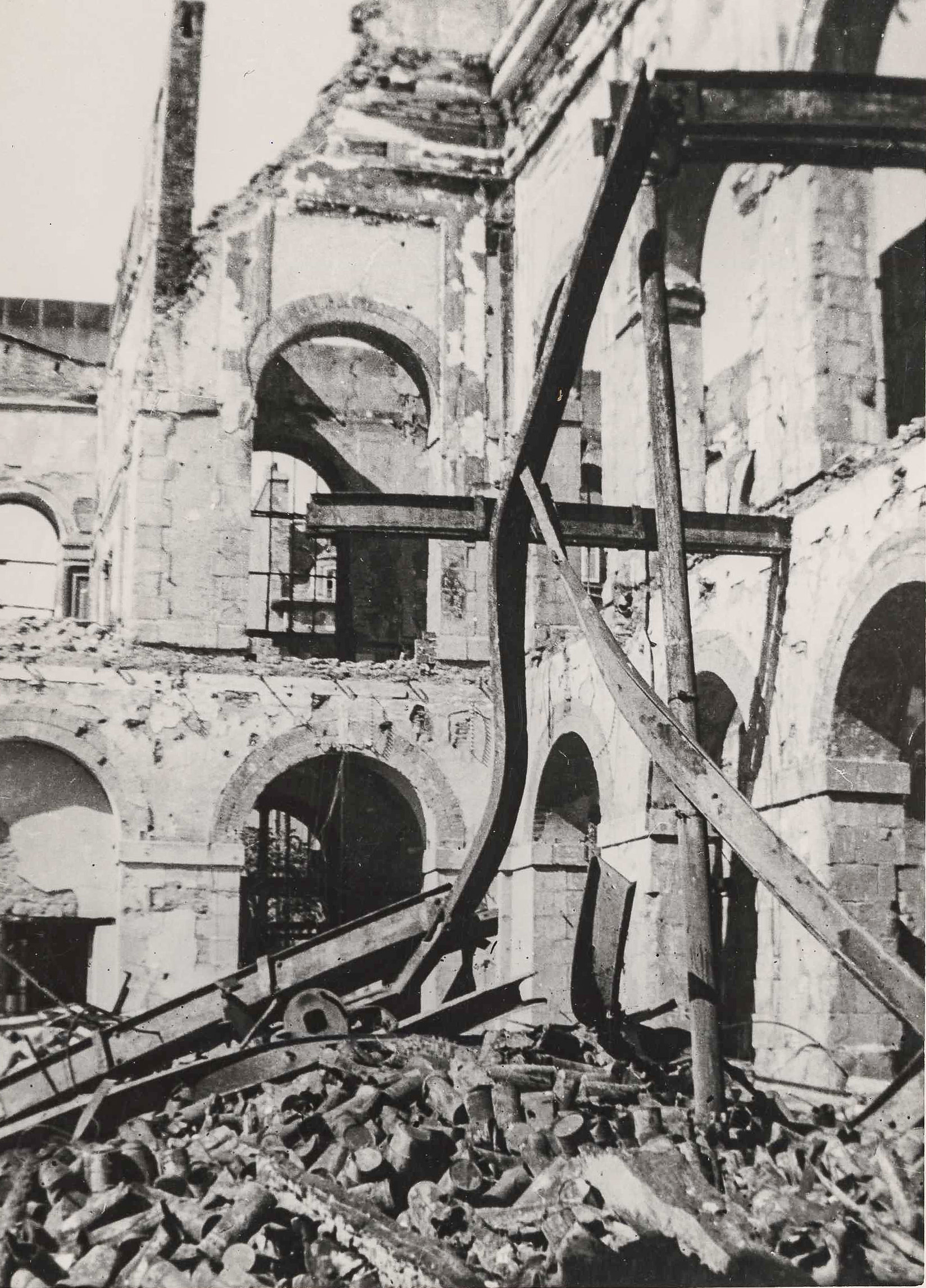

À la suite des actes de pillage dans les décombres, la Dépêche de Brest, le 12 juillet 1941, demande aux habitants de restituer les objets dérobés dans les débris du musée. Le déblaiement se poursuit mais peu de choses sont retrouvées : jetons, fer d'arme, canon en bronze… La bibliothèque municipale se réfugie au rez de chaussée de l'école professionnelle des filles (rue Danton) puis elle s'installe dans deux classes de l'école maternelle Bugeaud.

### Reconstruction
Le 27 juin 1947, le musée provisoire situé avenue Foch, près de la bibliothèque municipale et du conservatoire est officiellement inauguré avec une exposition itinérante “le paysage français de Poussin à nos jours” dont les 57 dessins et aquarelles appartiennent au musée du Louvre et au palais de Compiègne. A cette époque, le conservateur essayait de reconstituer les collections à l'aide des dommages de guerre et le soutien financier de la municipalité.
Mais, l'explosion du cargo norvégien Ocean Liberty chargé de nitrate d'ammonium le 28 juillet 1947 dans le port de Brest, détruit partiellement une fois encore le musée. Par chance, les collections historiques n'avaient pas été rapatriées du château de la Lorie et l'exposition itinérante était partie sur Alençon.
La réfection du bâtiment est réalisée rapidement.
Les collections évacuées sont provisoirement abritées au musée des Beaux-Arts de Quimper, puis dans le grenier du groupe scolaire de Kérichen, et dans les baraques de la bibliothèque avenue Foch.
En 1948, le musée veut s'orienter vers “des peintures modernes d'inspiration bretonne” comme Méheut, Ceria, Jean Puy, ou des peintres modernes comme Picasso, Matisse, Vlaminck… Mais les premières acquisitions importantes sont des œuvres italiennes et françaises du XVIIe et XVIIIe siècles. À cette époque, la ville de Glasgow, ville « marraine » de la reconstruction de Brest, fait don de divers objets ethnographiques et usuels.
Lors de la reconstruction de Brest, l'architecte Jean-Baptiste Mathon en décembre 1959 présente au conseil municipal les plans d'une cité culturelle avec une école des Beaux-Arts et son musée. Il confie la conception du musée à l'un de ses collaborateurs, Cohen. 
Début 1960, David Ojalvo (1923 ? - 2018) est nommé conservateur jusqu'en 1964. Son premier travail consiste à inventorier toutes les œuvres épargnées par la guerre et dispersées. Il oriente les acquisitions du musée vers l'ethnographie. Ainsi, à l'occasion du festival international de cornemuses, il développe la collection de cornemuses européennes en les achetant auprès d'antiquaires spécialisés,.
L'inauguration officielle du musée a lieu le 3 août 1968. Depuis cette époque, de nombreuses expositions temporaires variées sont présentées au public.
C'est le nouveau conservateur, René Le Bihan qui développe la nouvelle politique du musée tournée vers les beaux-arts et l'école de Pont-Aven. Il reproche à l'architecte Mathon d'avoir construit un bâtiment avec trop de fenêtres… Difficile en fait d'y accrocher des toiles… Il reste 38 ans à la tête de l'institution, de 1964 à 2002. Les différentes municipalités lui ont permis de réunir plus de 800 œuvres dont 150 sont visibles en permanence,.
L'école de Pont-Aven et les nabis constituent un point important de la collection du musée. On compte plus d'une centaine d’œuvres acquises sur des fonds de l'état au titre des dommages de guerre, ou des préemptions en douane.
Ainsi on peut remarquer des tableaux d'Henri Delavallée comme ce pastel :
Parmi les Beaux-Arts, il faut entendre la peinture de l'école italienne des XVIIe et XVIIIe siècles. Grâce à l'appui du musée du Louvre où René Le Bihan obtient quelques belles opportunités.
En 1974, le musée publia son premier catalogue officiel lors de l'exposition “Renaissance du Musée de Brest” au Louvre au pavillon de Flore (25 octobre - 27 janvier 1975) ce qui correspond à l'inventaire complet de ses peintures.

## Fréquentation
Le graphique qui aurait dû être présenté ici ne peut pas être affiché car il utilise l'ancienne extension Graph, désactivée pour des questions de sécurité. Des indications pour créer un nouveau graphique avec la nouvelle extension Chart sont disponibles ici.

## Collections

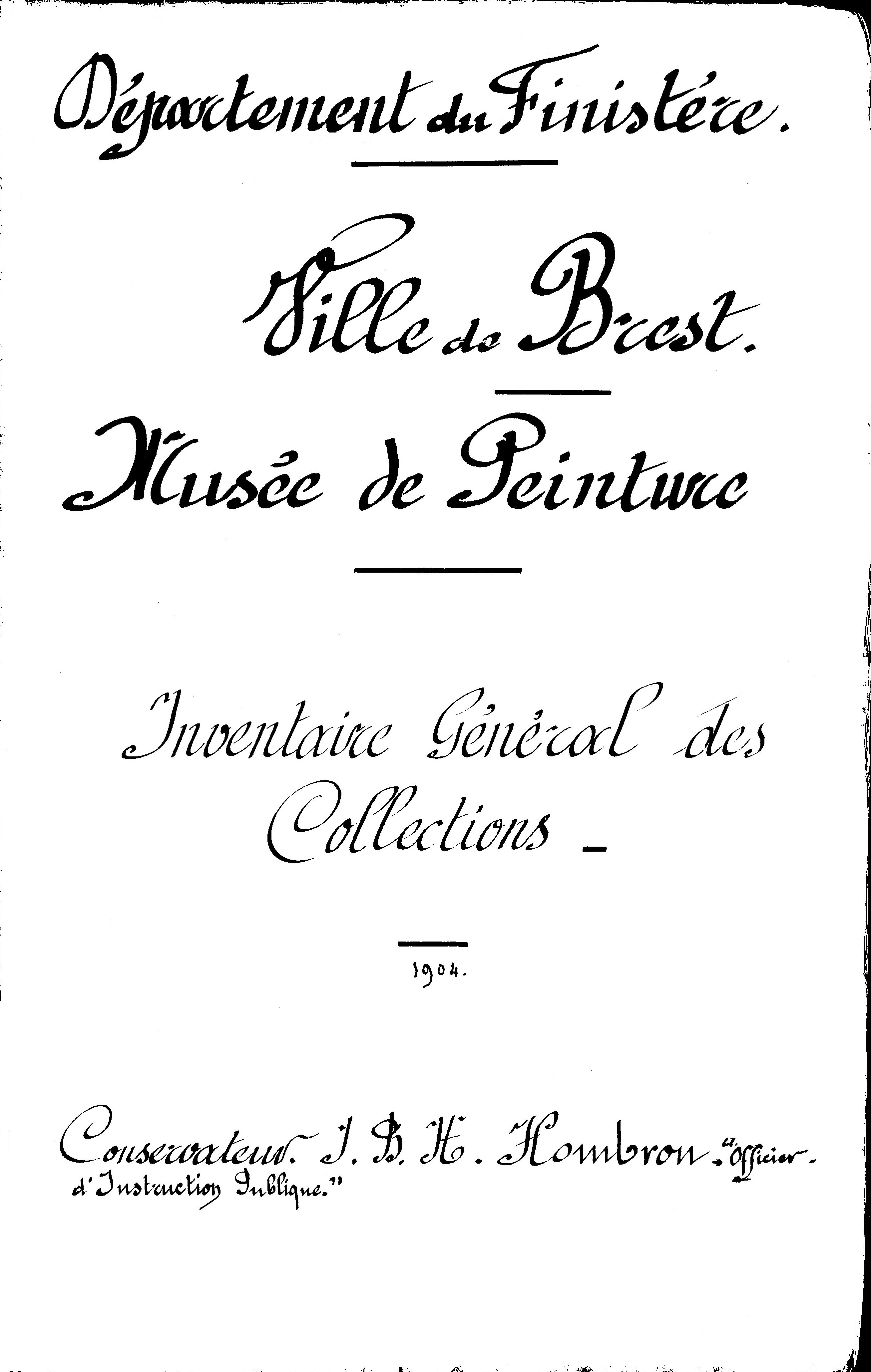
Couverture de l'inventaire général des collections du musée de peinture de Brest - 1904.

La collection se constitue en plusieurs étapes. C'est en 1892 que le conservateur, Henri Hombron élabore le premier inventaire. À cette époque, il y avait 228 peintures, 291 gravures et dessins et 38 sculptures. En 1904, le conservateur établit l'inventaire de toutes les collections avec le nom des donateurs. En 1906, la comtesse Rodellec du Portzic fait don des collections de son ancien époux, John Burnett-Stears, notamment des céramiques étrusques, mycéniennes et des collections africaines ou océaniennes. La manufacture de Sèvres dépose plus de 80 objets en 1913, principalement des vases et de la vaisselle. En 1948, la ville marraine de Glasgow offre au musée une centaine d'objets, principalement ethnographiques et extra-européens. Le musée comprend également une collection de quatre-vingt-dix cornemuses constituée par le conservateur David Ojalvo au début des années 1960.
À partir de la seconde moitié du XXe siècle, les acquisitions se concentrent sur la collection de peintures anciennes : écoles italiennes du XVIIe siècle et XVIIIe siècle, école de Pont-Aven et groupe des nabis.
De nombreux objets asiatiques ont également été collectés au fil des ans : en 1886, Paul Reveillère lègue une partie de sa collection d'objets asiatiques constituée à l'occasion de ses campagnes militaires en Extrême-Orient. En 1914, François-Auguste Danguillecourt partage sa collection (plus de 500 objets) entre les musées de Brest et de Rouen, dont des okimono. En 1924, le musée naval du Louvre dépose à Brest une partie des objets japonais acquis en Chine par Joseph Albert Le Libon. En 1945, Paul Marie Charles Layrle, capitaine de vaisseau, lègue des objets rapportés de Chine et du Japon au cours de sa carrière, parmi lesquels une armure de samouraï et douze estampes japonaises d'Utagawa Toyokuni.

### Jusqu'auXVIIIesiècle
- La collection de peinture italienne présente notamment des œuvres de Jacopo Bassano, Palma le Jeune, Carlo Saraceni, Le Guerchin, Carlo Dolci, Daniele Crespi, Giuseppe Recco, Cavalier d'Arpin, Pietro della Vecchia, Jacopo Vignali, Luca Giordano (Saint Luc peignant la Vierge), Canaletto et Pompeo Batoni.
- La peinture française est illustrée par des artistes tels que Charles Antoine Coypel, Jacques Courtois, Charles de La Fosse, Louis-Nicolas Van Blarenberghe, Charles-Joseph Natoire, Jean-François de Troy, Sébastien Bourdon, Henry d'Arles, Jean-Laurent Mosnier, François-Édouard Cibot, Auguste Couder, Jean-Baptiste Regnault, Carle van Loo.
- Pour les écoles du Nord on retrouve Bonaventura Peeters, Bartholomeus Breenbergh, Herman van Swanevelt, Jan Weenix, Leonard Bramer et Angelica Kauffmann.

### Depuis leXIXesiècle
- La peinture française domine pour la création à partir du XIXe siècle : on retrouve des œuvres des courants romantique, académique, postimpressionniste… jusqu'au surréalisme, avec des artistes tels que Eugène Isabey, Alexandre-Gabriel Decamps, Eugène Fromentin, Suzanne Valadon, Maurice Utrillo, Maurice Asselin. Une large place est accordée à l'histoire de Brest, aux marines (Théodore et Henriette Gudin, Léon Trémisot), à la peinture bretonne (entre autres Jean-Jacques Morvan).
- Les représentants de l’École de Pont-Aven, postimpressionnistes et nabis : Henri-Gabriel Ibels, Henri Delavallée, Claude-Émile Schuffenecker, Henry Moret, Armand Seguin, Émile Bernard, Maxime Maufra, Édouard Manet, Pierre Bonnard, Georges Lacombe, Paul Sérusier, Maurice Denis, Julie Delance-Feurgard, Albert Clouard et Jean-Julien Lemordant.
- Des œuvres orientalistes : Paul Leroy, Charles de Tournemine, Anna Quinquaud.
- Les artistes symbolistes d'Edgar Maxence, Henri Martin, Alexandre Séon, Eugène Carrière, Lucien Levy-Dhurmer, René Ménard, Charles-Marie Dulac, Léon Spilliaert.
- La salle Charles Estienne présente des artistes proches de l'Abstraction lyrique, l'Abstraction géométrique et de l'Art Brut : Yves Tanguy, Marcelle Loubchansky, Jean Degottex, Jean Deyrolle, René Duvillier, Jan Krizek, François Dilasser.

## Galerie

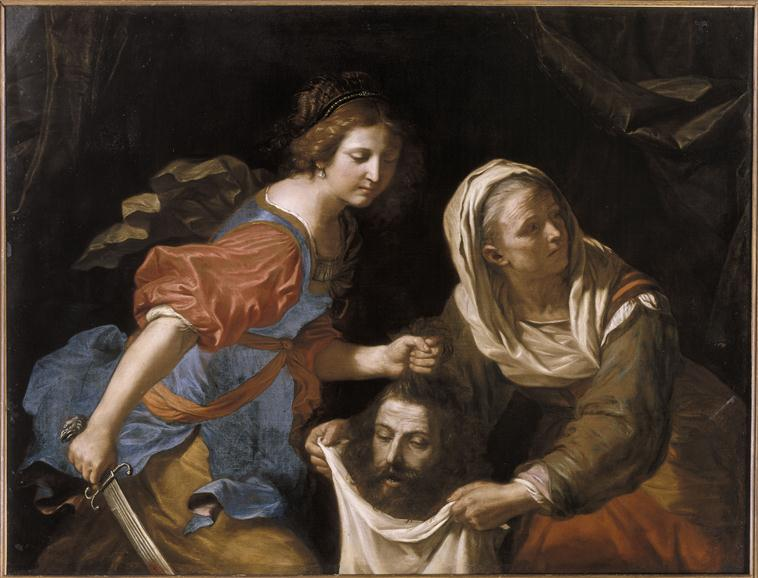
Le Guerchin, Judith et Holopherne (1651)
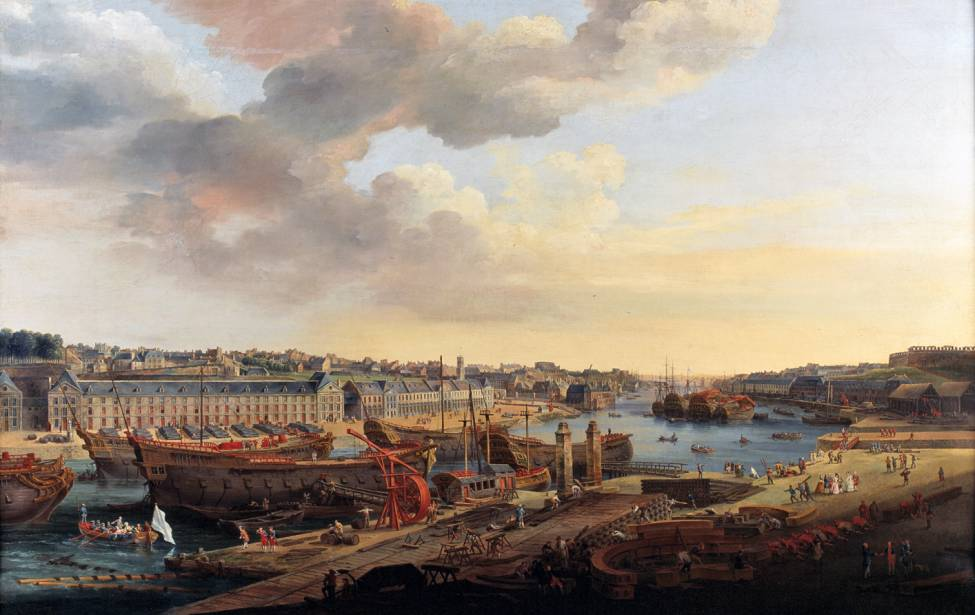
Louis-Nicolas Van Blarenberghe, Vue du port de Brest prise depuis la terrasse des Capucins
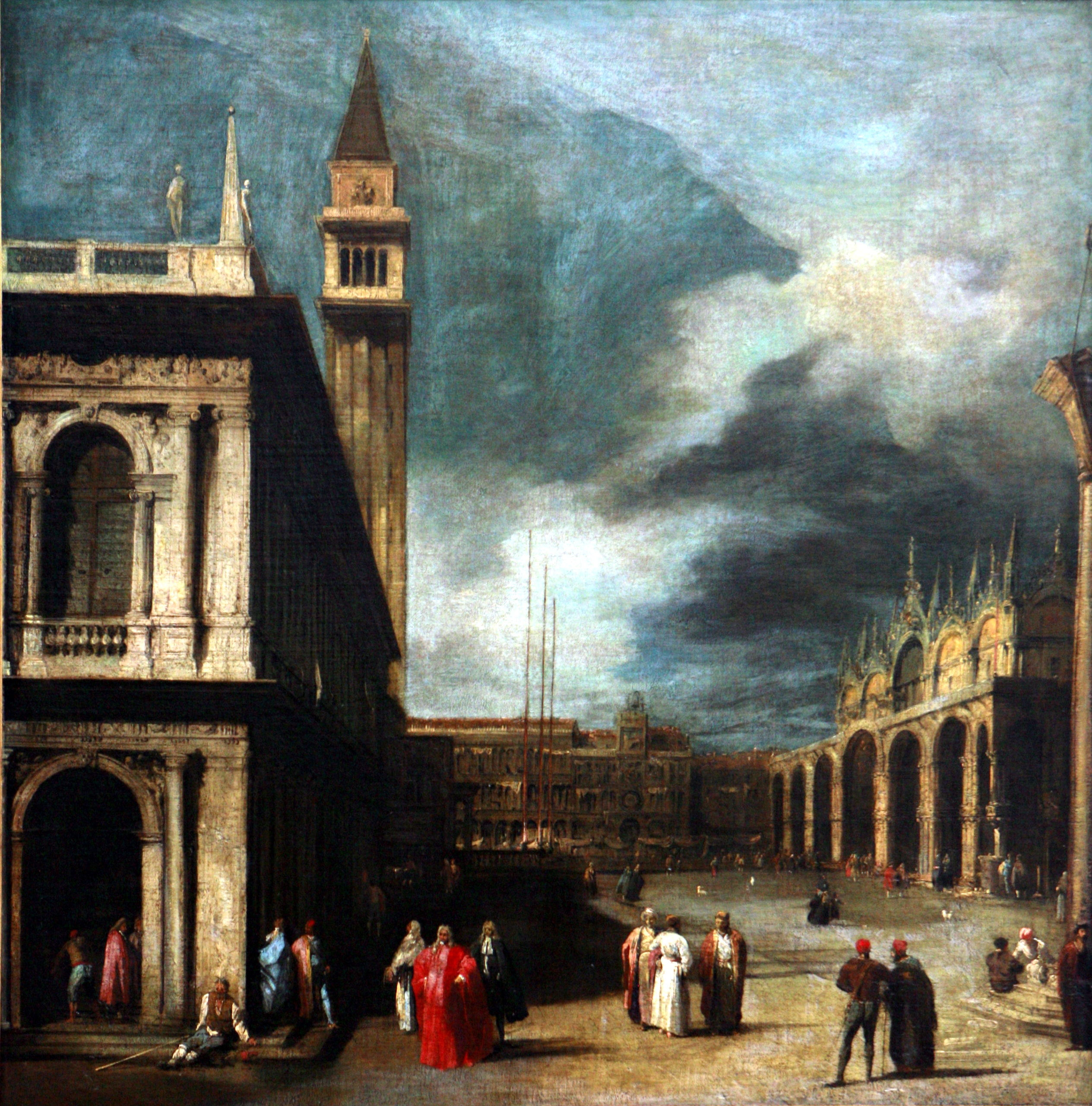
Giovanni Antonio Canal (dit Canaletto), Venise, la Piazzetta San Marco (vers 1740)
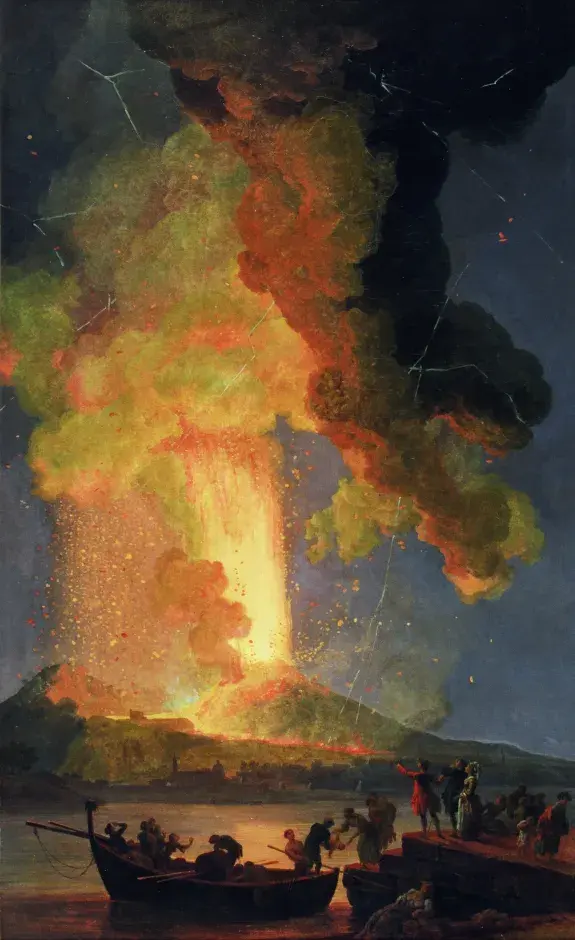
Pierre-Jacques Volaire, L'Éruption du Vésuve (vers 1771)
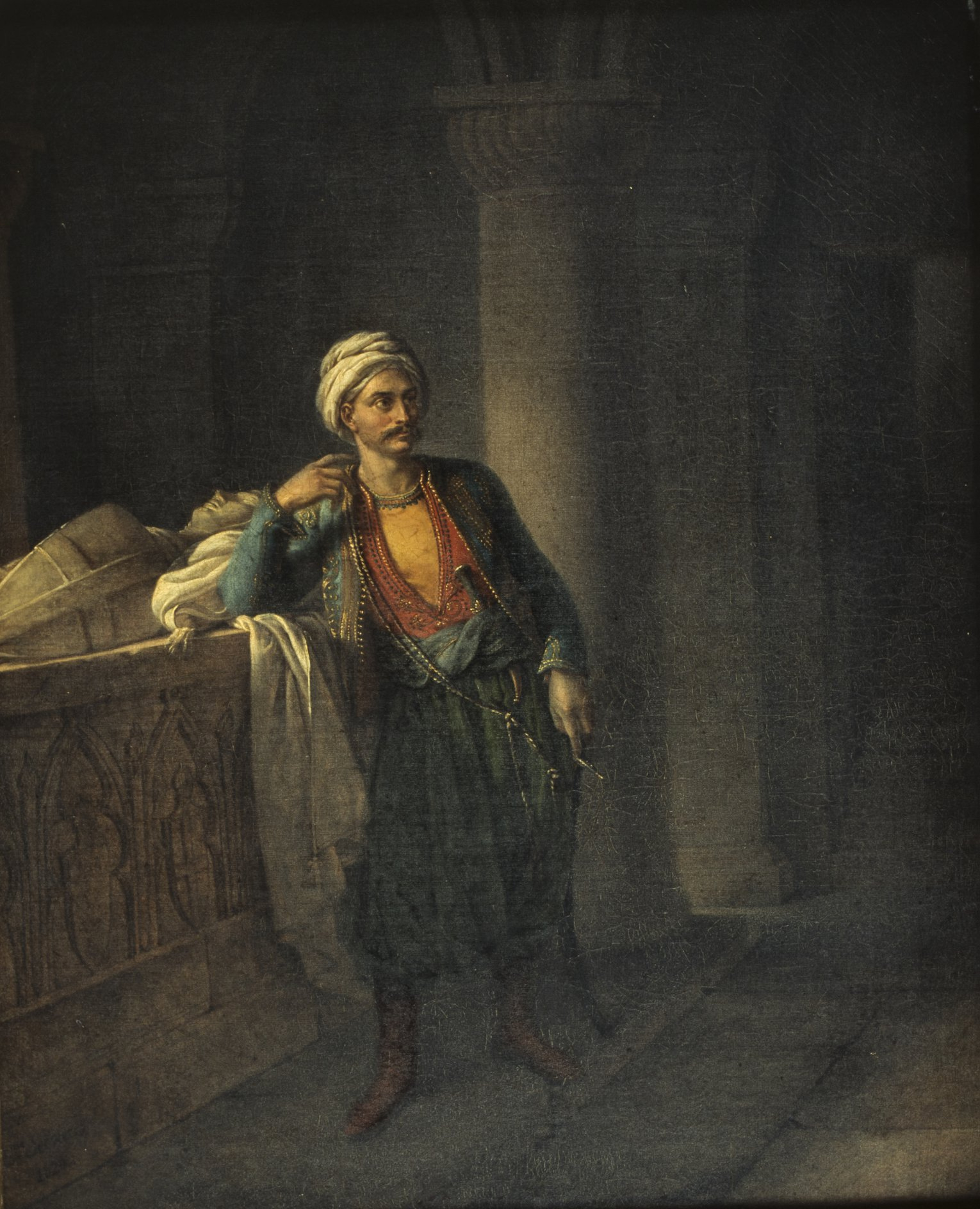
Eugénie Servières, Maleck-Adhel attendant Mathilde au tombeau de Josselin de Montmorency
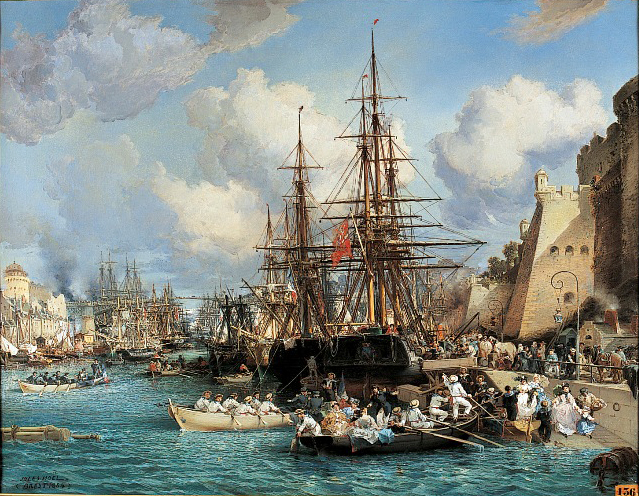
Jules Noël, Port de Brest
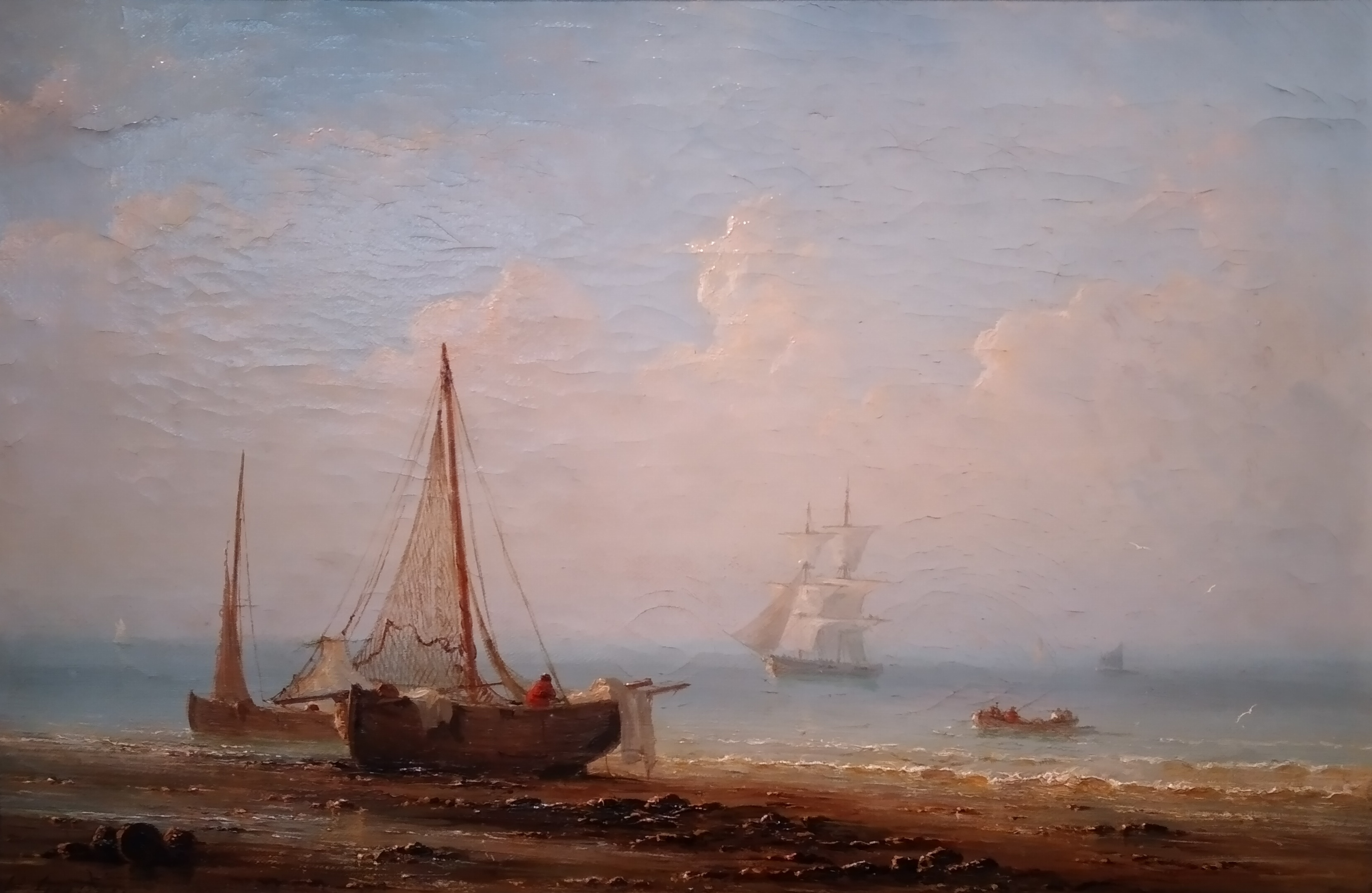
Henriette Gudin, Barques échouées à l'aurore
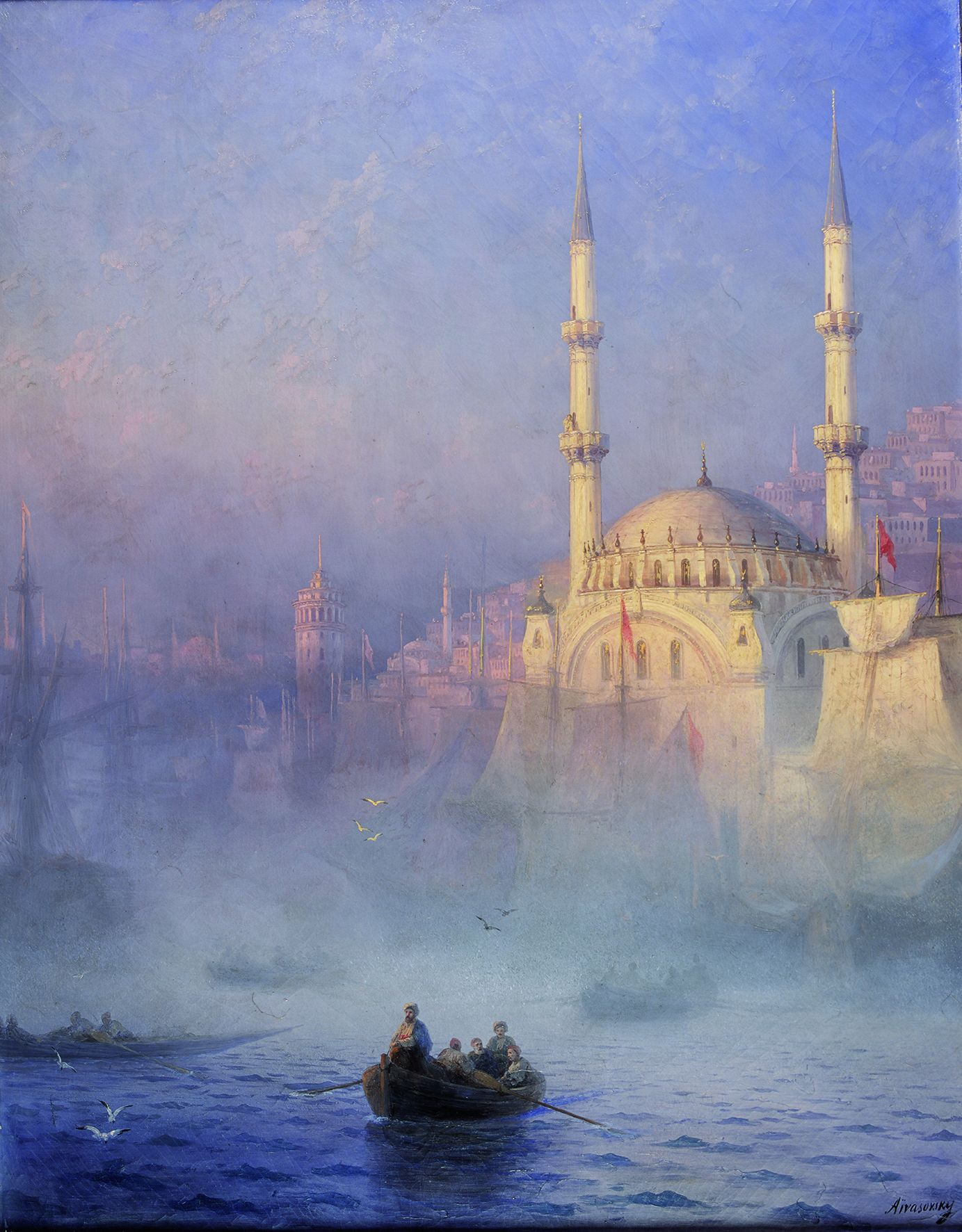
Ivan Aïvazovski, Constantinople, la mosquée de Top-Kahné'
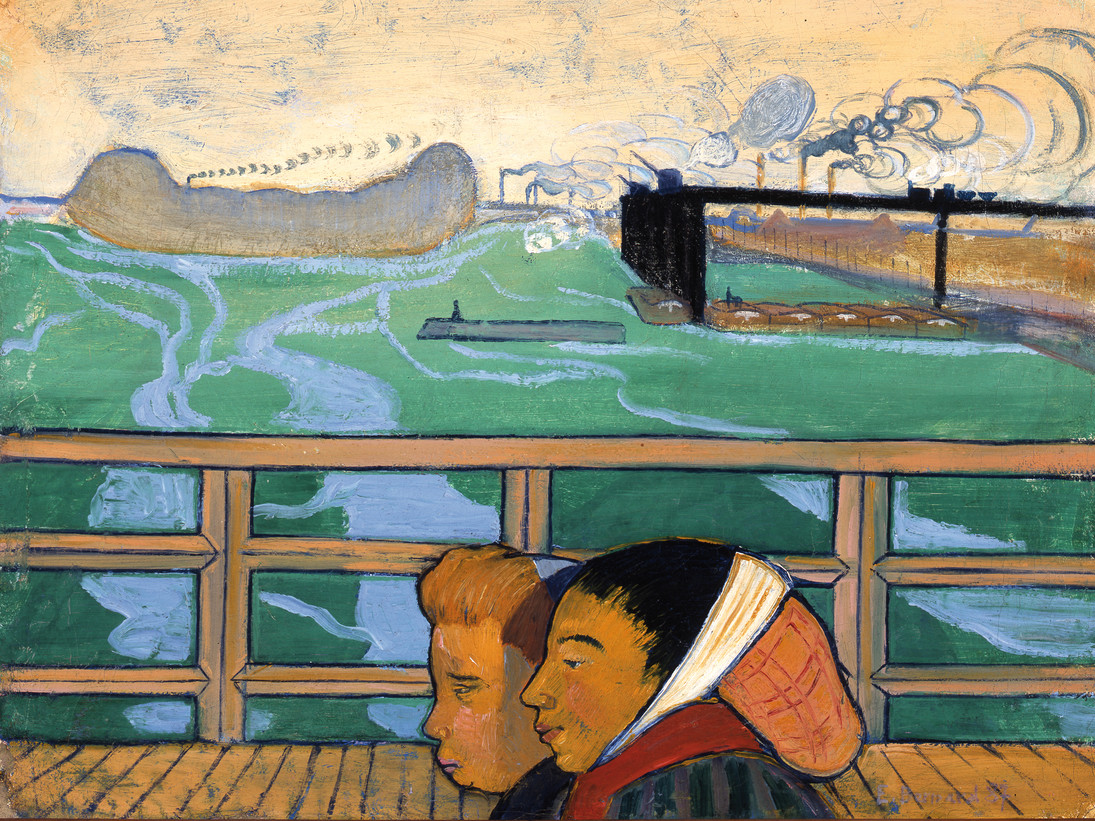
Émile Bernard, Chiffonnières de Clichy (1887)
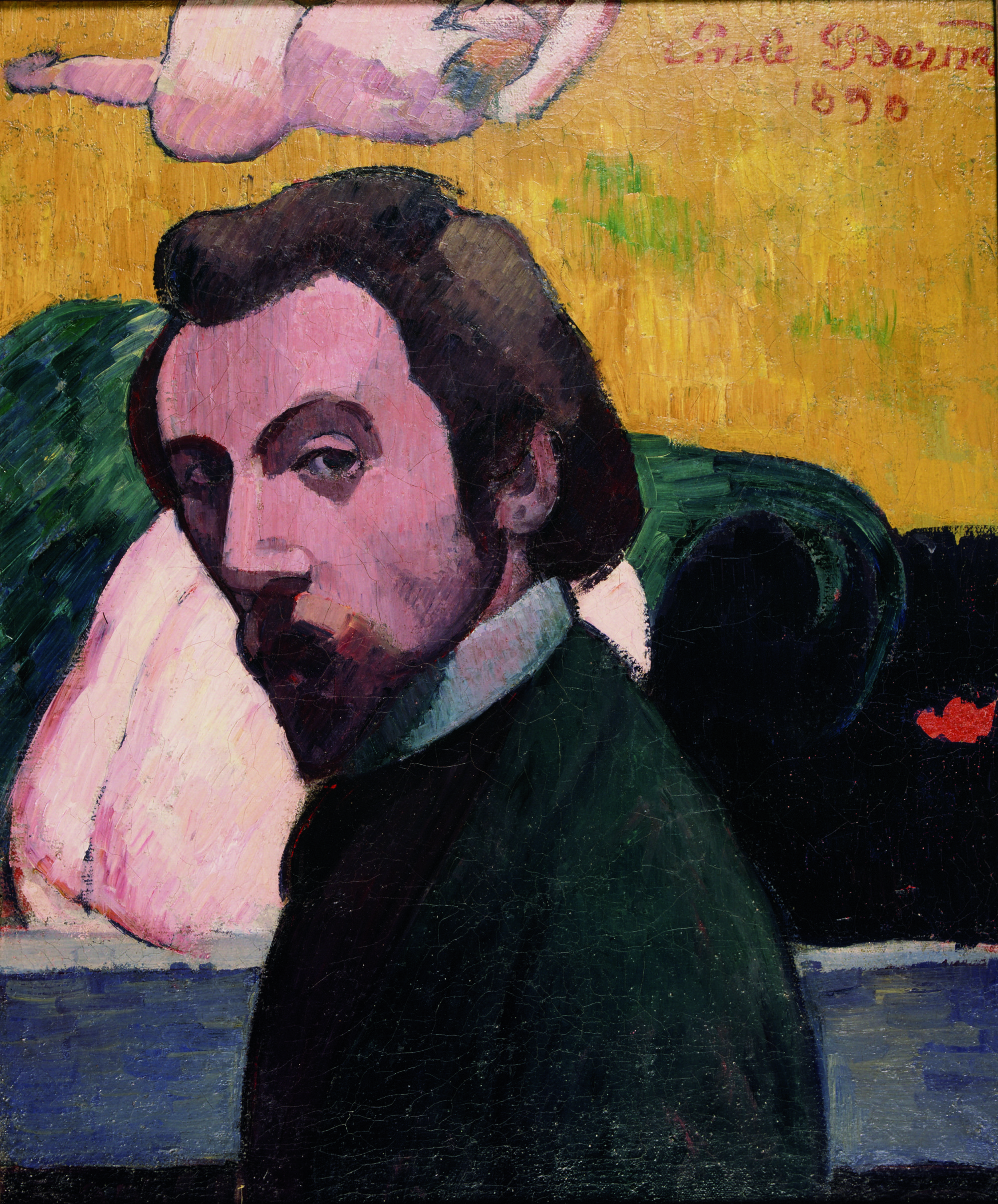
Émile Bernard, Autoportrait (1890)
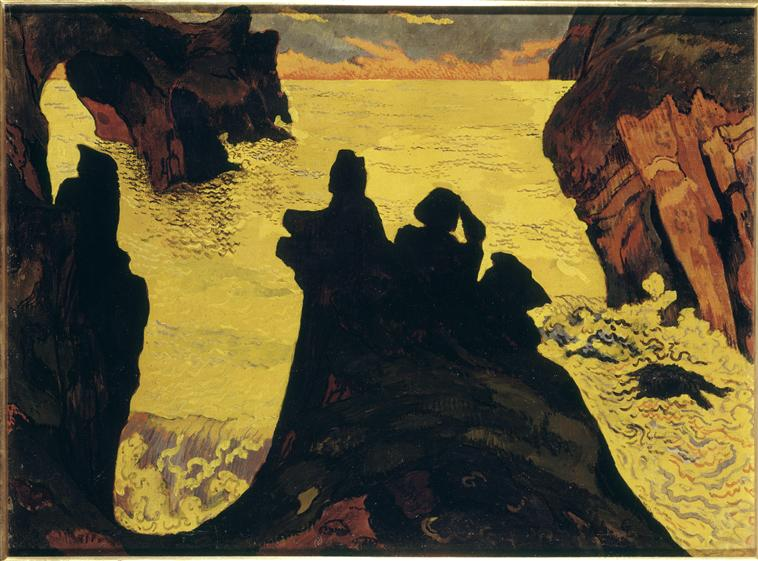
Georges Lacombe, La Mer jaune, Camaret
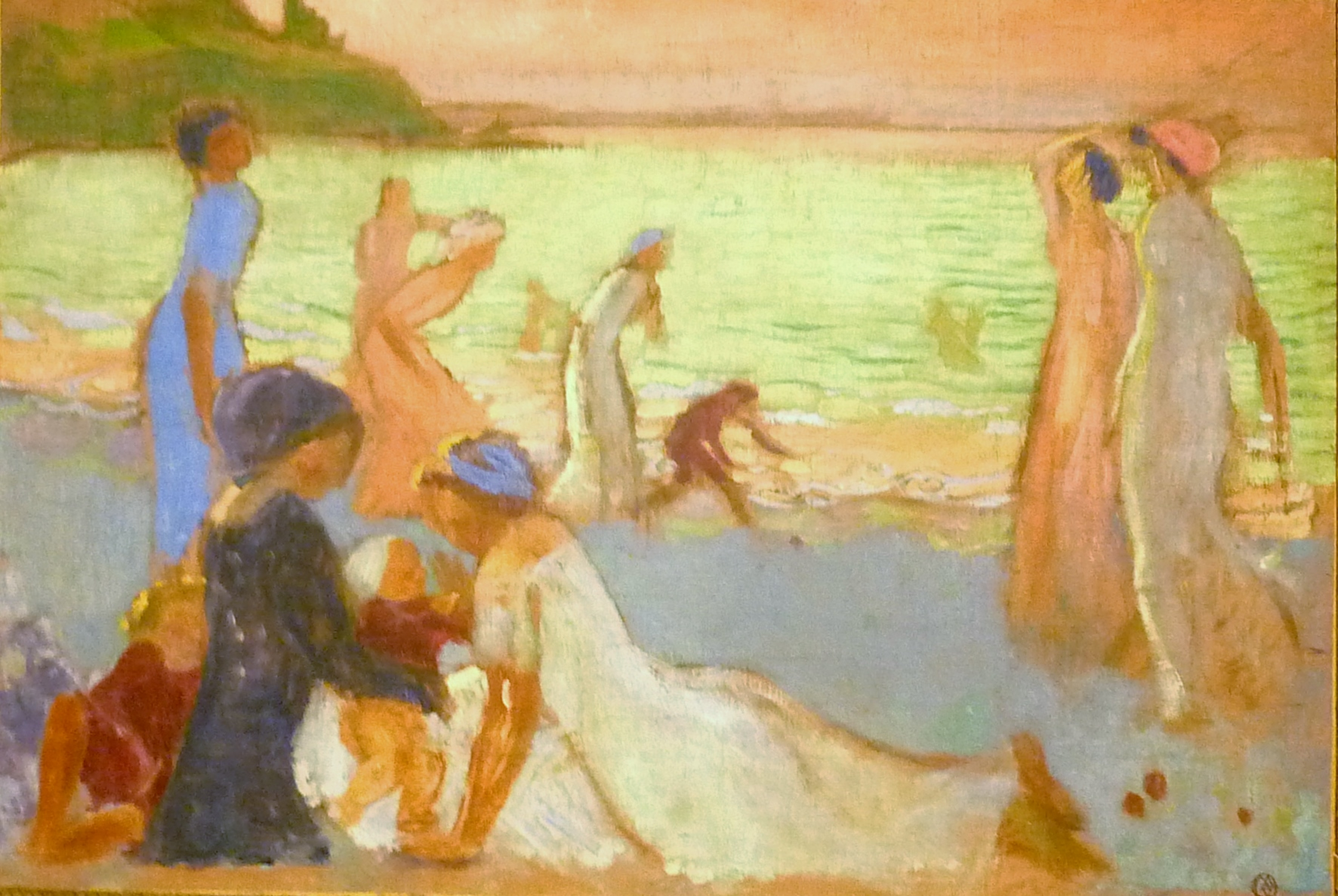
Maurice Denis, Soir de septembre
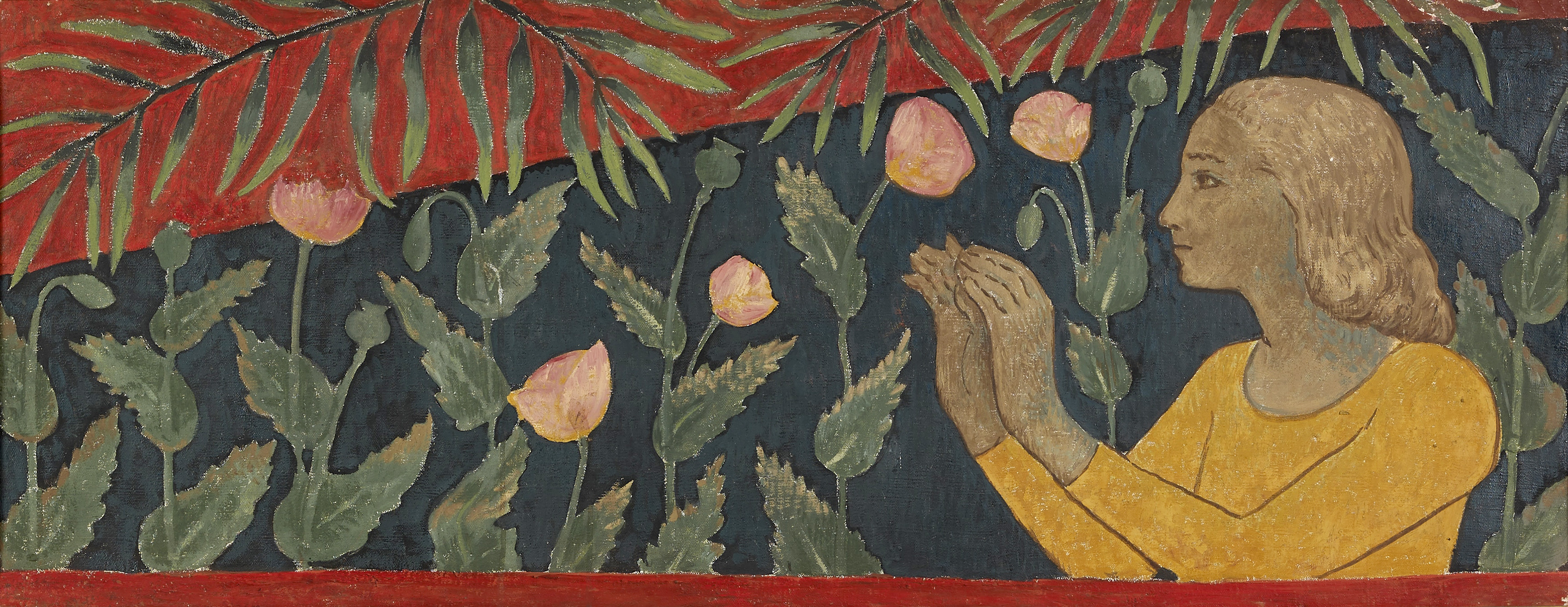
Paul Sérusier, Les Fées aux balles d'or (1912)
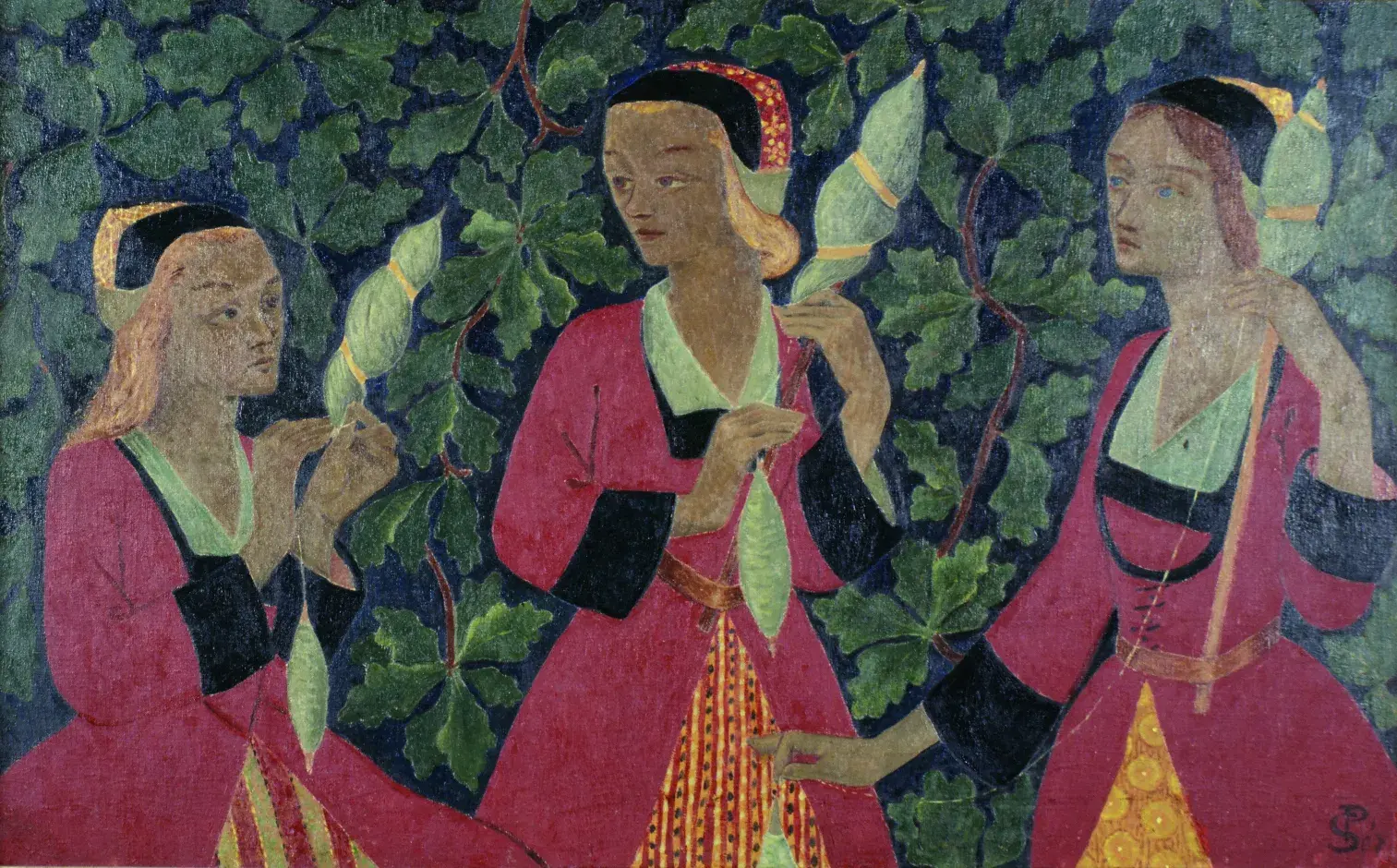
Paul Sérusier, Les Trois Fileuses (1915 ou 1918)
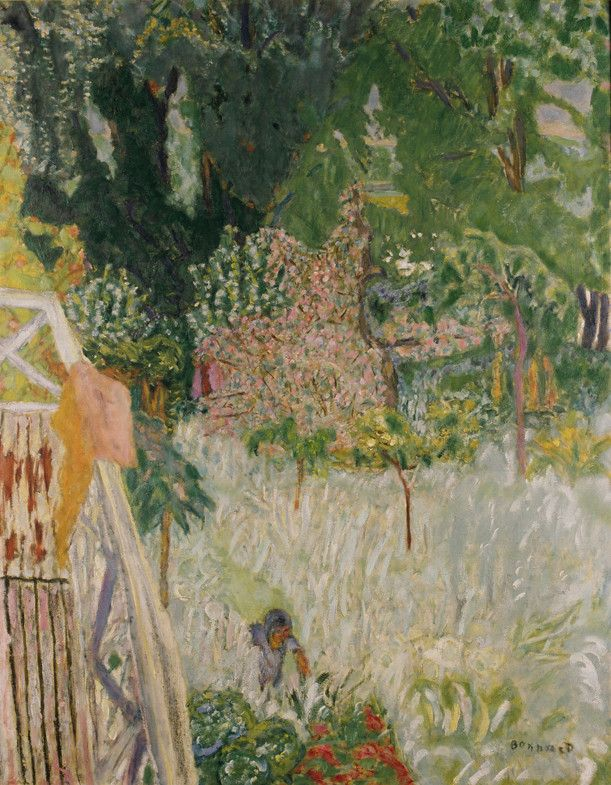
Pierre Bonnard, Le Pommier fleuri (vers 1920)

### Ressources externes
- Modélisation 3D de l'extérieur de la halle aux blés qui comprenait le premier musée sur Wiki-Brest, par Mylène et Daniel Larvor.